# Saint-Brieuc
Ne doit pas être confondu avec Saint-Brieuc-des-Iffs ou Saint-Brieuc-de-Mauron.
Pour les articles homonymes, voir Brieg, Brieuc et Saint Brieux.
Saint-Brieuc (/sɛ̃.bʁi.jø/), Saint-Berieu en gallo, et Sant-Brieg en breton, d'après le nom du moine Brioc, est une commune française située en Bretagne, dans l'ouest de la France.
Préfecture des Côtes-d'Armor, elle en est également la ville la plus peuplée avec une population de plus de 45 000 habitants (2015) appelés les Briochins et Briochines.
Avec 171 721 habitants (2013), l'aire urbaine briochine est la plus peuplée du département.
La ville donne son nom à la baie de Saint-Brieuc.

## Géographie

### Localisation
La ville est située au bord de la Manche, au fond d'une baie à laquelle elle donne son nom (baie de Saint-Brieuc).
À 144 kilomètres de Brest et 99 de Rennes, la commune est traversée par la route nationale 12, au kilomètre 416.
Saint-Brieuc est traversée par deux vallées où coulent les rivières Gouët et Gouédic. Le relief de la ville (altitude maximale de 134 m au réservoir de Berrien), avec ses deux vallées encaissées, a conduit à la construction de plusieurs ponts, notamment les deux viaducs de la nationale 12 inaugurés en 1980.
Saint-Brieuc est desservie par le train (TER et TGV) sur la ligne de Paris à Brest. La ville est en moyenne à 2 h 37 min de train de la capitale française.

### Communes limitrophes
| Plérin     | Plérin       | Manche   |
| Ploufragan | Saint-Brieuc | Langueux |
| Ploufragan | Trégueux     | Trégueux |

### Cadre géologique

Carte géologique du Massif armoricain, avec au nord-est le batholite mancellien et ses nombreux plutons de granite cadomien (Trégor, Lanhélin, Louvigné, Vire, Avranches…). Ce batholite dessine une ellipse de 150 km (d'Alençon à la Rance) sur 90 km (de Vitré à Vire).

Saint-Brieuc est localisée dans la partie médiane du domaine nord armoricain, unité géologique du Massif armoricain qui est le résultat de trois chaînes de montagne successives. Le site géologique de Saint-Brieuc se situe plus précisément dans un bassin sédimentaire essentiellement briovérien (constitué de formations volcano-sédimentaires) limité au nord-est par un important massif granitique cadomien, le batholite du Trégor, et au sud-ouest le pluton de Lanhélin qui font partie d'un ensemble plus vaste, le batholite mancellien,.
L'histoire géologique de la région est marquée par le cycle cadomien (entre 750 et 540 Ma) qui se traduit par la surrection de la chaîne cadomienne qui devait culminer à environ 4 000 m. À la fin du Précambrien supérieur, les sédiments briovériens environnants sont fortement déformés, plissés et métamorphisés par l'orogenèse cadomienne, formant essentiellement des schistes et des gneiss. Les massifs granitiques du Mancellien scellent la fin de la déformation ductile de l'orogenèse cadomienne.
L'unité de Saint-Brieuc comporte ainsi, au-dessus d'un socle granitique (750-650 Ma), une épaisse séquence volcanique et sédimentaire (600 Ma), elle-même intrudée par de nombreux plutons gabbro-dioritiques (580 Ma) contemporains de la déformation. Cette unité correspond à la subduction d'un domaine océanique au nord avec la marge septentrionale du Gondwana, ayant formé soit un bassin intra-arc, soit une zone de chevauchement, les deux hypothèses restant débattues.
Ces roches volcaniques sont bien visibles à Yffiniac, au niveau de l'anse d'Yffiniac (poudingues au nord de l'Hôtellerie à Hillion, tufs schistosés de la presqu'île d'Hillion) et de la carrière du Vaugas où affleurent des leptynites acides, des amphibolites à grenat de haut métamorphique, alternant avec des gneiss dioritiques, des gabbros et quelques cumulats ultrabasiques. « Cette carrière donne une bonne image du complexe métamorphique et plutonique qui constitue le fond de la baie de Saint-Brieuc. »
Touristiquement, les principaux aspects de la géologie de cette bande côtière peuvent être abordés au cours de promenades géologiques qui permettent d'observer sur un espace réduit des roches d'âge et de nature différents, des structures géologiques (cisaillement, faille, pli, schistosité) témoins de phénomènes géologiques d'ampleur (magmatisme, tectogenèse, métamorphisme, érosion…).

### Hydrographie
Pour un article plus général, voir Réseau hydrographique des Côtes-d'Armor.
La commune est située dans le bassin Loire-Bretagne. Elle est drainée par le Gouët, le Douvenant, le Gouédic et un autre petit cours d'eau,.
Le Gouët, d'une longueur de 47 km, prend sa source dans la commune du Haut-Corlay et se jette  dans la baie de Saint-Brieuc en limite de Plérin et de Saint-Brieuc, après avoir traversé 16 communes. Les caractéristiques hydrologiques du Gouët sont données par la station hydrologique située à Ploufragan. Le débit moyen mensuel est de 2,06 m3/s. Le débit moyen journalier maximum est de 29,2 m3/s, atteint lors de la crue du 7 février 2014. Le débit instantané maximal est quant à lui de 36,3 m3/s, atteint le même jour.

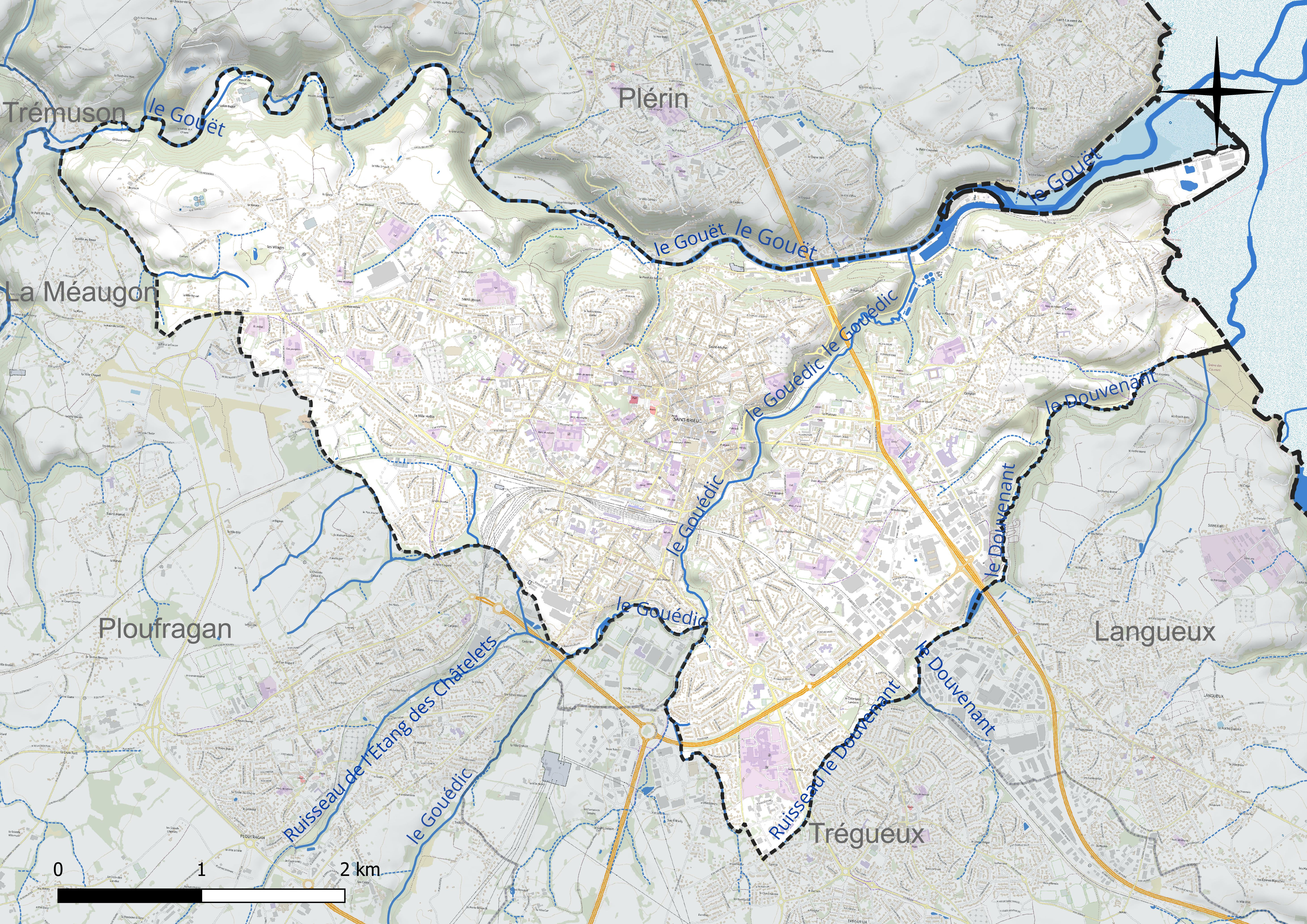
Réseau hydrographique de Saint-Brieuc.

### Climat
Pour des articles plus généraux, voir Climat de la Bretagne et Climat des Côtes-d'Armor.
En 2010, le climat de la commune est de type climat océanique franc, selon une étude du CNRS s'appuyant sur une série de données couvrant la période 1971-2000. En 2020, Météo-France publie une typologie des climats de la France métropolitaine dans laquelle la commune est exposée à un climat océanique et est dans la région climatique Finistère nord, caractérisée par une pluviométrie élevée, des températures douces en hiver (6 °C), fraîches en été et des vents forts. Parallèlement l'observatoire de l'environnement en Bretagne publie en 2020 un zonage climatique de la région Bretagne, s'appuyant sur des données de Météo-France de 2009. La commune est, selon ce zonage, dans la zone « Littoral », exposée à un climat venté, avec des étés frais mais doux en hiver et des pluies moyennes.
Pour la période 1971-2000, la température annuelle moyenne est de 11,2 °C, avec une amplitude thermique annuelle de 10,6 °C. Le cumul annuel moyen de précipitations est de 803 mm, avec 12,3 jours de précipitations en janvier et 6,8 jours en juillet. Pour la période 1991-2020, la température moyenne annuelle observée sur la station météorologique la plus proche, située à Trémuson à 7 km à vol d'oiseau, est de 11,4 °C et le cumul annuel moyen de précipitations est de 757,3 mm,. Pour l'avenir, les paramètres climatiques de la commune estimés pour 2050 selon différents scénarios d’émission de gaz à effet de serre sont consultables sur un site dédié publié par Météo-France en novembre 2022.

#### Température
Les paramètres climatiques qui ont permis d'établir la typologie de 2010 comportent six variables pour les températures et huit pour les précipitations, dont les valeurs correspondent à la normale 1971-2000. Les sept principales variables caractérisant la commune sont présentées dans l'encadré ci-après.
| Paramètres climatiques communaux sur la période 1971-2000 - Moyenne annuelle de température : 11,2 °C - Nombre de jours avec une température inférieure à −5 °C : 1,1 j - Nombre de jours avec une température supérieure à 30 °C : 0,5 j - Amplitude thermique annuelle : 10,6 °C - Cumuls annuels de précipitation : 803 mm - Nombre de jours de précipitation en janvier : 12,3 j - Nombre de jours de précipitation en juillet : 6,8 j |

Avec le changement climatique, ces variables ont évolué. Une étude réalisée en 2014 par la direction générale de l'Énergie et du Climat complétée par des études régionales prévoit en effet que la température moyenne devrait croître et la pluviométrie moyenne baisser, avec toutefois de fortes variations régionales. La station météorologique de Météo-France installée dans la commune et mise en service en 1997 permet de connaître l'évolution des indicateurs météorologiques. Le tableau détaillé pour la période 1981-2022 est présenté ci-après.
| Mois                                  | jan.             | fév.            | mars            | avril           | mai            | juin            | jui.            | août            | sep.            | oct.            | nov.            | déc.            | année      |
| ------------------------------------- | ---------------- | --------------- | --------------- | --------------- | -------------- | --------------- | --------------- | --------------- | --------------- | --------------- | --------------- | --------------- | ---------- |
| Température minimale moyenne (°C)     | 4                | 4,1             | 5               | 6,2             | 9,5            | 11,9            | 13,7            | 14              | 12,2            | 9,9             | 6,9             | 4               | 8,5        |
| Température moyenne (°C)              | 6,6              | 7               | 8,5             | 10,1            | 13,3           | 15,9            | 17,7            | 18              | 16,3            | 13,3            | 9,7             | 6,7             | 12         |
| Température maximale moyenne (°C)     | 9,2              | 10              | 12              | 13,9            | 17,2           | 20              | 21,7            | 22,1            | 20,4            | 16,6            | 12,5            | 9,3             | 15,4       |
| Record de froid (°C) date du record   | −11,3 12.01.1987 | −9,4 07.02.1991 | −3,9 01.03.2005 | −1,8 12.04.1986 | 1,1 07.05.1997 | 3,6 02.06.1989  | 7,1 31.07.2015  | 6,6 29.08.1986  | 4,5 28.09.2007  | −3,9 29.10.1997 | −4,8 26.11.1989 | −7,2 29.12.1996 | −11,3 1987 |
| Record de chaleur (°C) date du record | 15,9 24.01.2016  | 21,8 27.02.2019 | 23,9 30.03.2021 | 26,6 21.04.2018 | 29 26.05.2017  | 34,9 17.06.2022 | 39,7 18.07.2022 | 38,1 05.08.2003 | 31,5 09.09.2023 | 29,5 02.10.2011 | 20,7 01.11.2015 | 16,8 19.12.2015 | 39,7 2022  |
| Précipitations (mm)                   | 72               | 57,3            | 52,5            | 60,7            | 59             | 46,5            | 52              | 40,6            | 37,8            | 81,4            | 88,5            | 82,5            | 730,8      |

Le 17 juin 2022, un record de chaleur a eu lieu à Saint-Brieuc pour le mois de juin, avec une température maximale de 34,9 °C. Le dernier record de température en juin avait été enregistré en 2015, avec 33,6 °C. Le 19 juillet 2022, un nouveau record est atteint, avec 39,7 °C, qui est actuellement la température la plus élevée enregistrée,.

#### Précipitations
La ville de Saint-Brieuc est soumise à un climat doux (température moyenne de 11 °C), de type océanique, caractérisé par une atténuation des températures extrêmes et une grande instabilité des types de temps. La ligne de crêtes qui correspond à la ligne de partage des eaux, peu éloignée de la côte, est aussi une limite climatique (pluviométrique et thermique). L'influence maritime réduit les amplitudes thermiques journalières et annuelles (le maximum de la température moyenne s'élève à 14,4 °C ; son minimum à 7,6 °C). Les températures minimales moyennes sont atteintes en février (2,3 °C) et les maximales moyennes en août (20,1 °C). Les jours de gel sont rares et les températures inférieures à −7 °C brèves et exceptionnelles (Zone 9 de rusticité des plantes).
La baie de Saint-Brieuc est une des régions les moins arrosées de Bretagne avec une pluviométrie annuelle moyenne de 697 mm. Les pluies décroissent de février à juin pour atteindre leur minimum en juillet (28 mm). Les mois de décembre et janvier sont les plus arrosés (83  et   76,3 mm), ces moyennes cachant une grande variabilité. Les pluies sont peu abondantes et les orages sont rares, la neige est exceptionnelle.

#### Vents et houle
Les vents dominants sont principalement de secteur ouest et secondairement de secteur est - nord-est. La répartition saisonnière des vents est telle que la fréquence des vents forts de secteur ouest est distribuée au cours de l'année suivant l'ordre : hiver, automne, printemps, été. Pour le secteur est, les saisons s'ordonnent différemment : hiver, printemps, automne, été. Les coups de vent (vitesse supérieure à 25 m/s soit 90 km/h) de secteur ouest ont lieu principalement en hiver et à l'automne, tandis que ceux du secteur est ont lieu en hiver et au printemps. Du fait de la configuration de la baie, il y a renforcement des vents de direction méridienne (nord-sud) au détriment des vents de direction ouest et est.
La houle résulte de l'action du vent au large et dépend principalement de la topographie des fonds. De par sa morphologie, la baie de Saint-Brieuc est très exposée à la houle. Toutefois, l'amortissement des houles est presque total lorsqu'elles atteignent le fond de la baie. Ce n'est qu'en période de tempête que le fond de la baie est concerné par les houles. Dans ce cas, il peut être atteint par des vagues de hauteur exceptionnelle, en particulier sur la côte orientale.

#### Température de l'eau
En zone subtidale (toujours immergée), la température moyenne mensuelle des eaux de fond est minimale en février-mars (8,7 °C d'après Lehay, 1989). La masse d'eau est déstratifiée sur la verticale en hiver, mais présente un gradient horizontal de température croissant d'est en ouest de 0,5 à 1 °C. Le réchauffement printanier des eaux se traduit par la formation d'une thermocline en mai-juin. Le maximum thermique (voisin de 17,5 °C) est atteint en août. La baie de Saint-Brieuc est caractérisée, comme la baie du Mont-Saint-Michel, par des eaux plus chaudes en été et plus froides en hiver que le reste de la Manche.
En fond de baie (zone intertitale), la température varie de 5,7 à 20,9 °C (données enregistrées en 2005-2006 à la pointe des Guettes, à Hillion). En surface, la température peut atteindre 24 °C en juillet (données mesurées en surface, à Saint-Guimont, dans la commune d'Hillion en 2005-2007).

#### Orage
Le 16 septembre 1929, un orage d'une rare violence frappa durement la ville de Saint-Brieuc. Tous les bassins versants convergèrent vers la place de la Grille. Des torrents d'eau ravageant sur leur passage la rue des Trois-Frères-Le Goff et la vieille côte de Gouët charrièrent des pierres et des gravats jusqu'au pont de Gouët. La rue du Port-Favigo subit le même sort.

### Voies de communication et transports

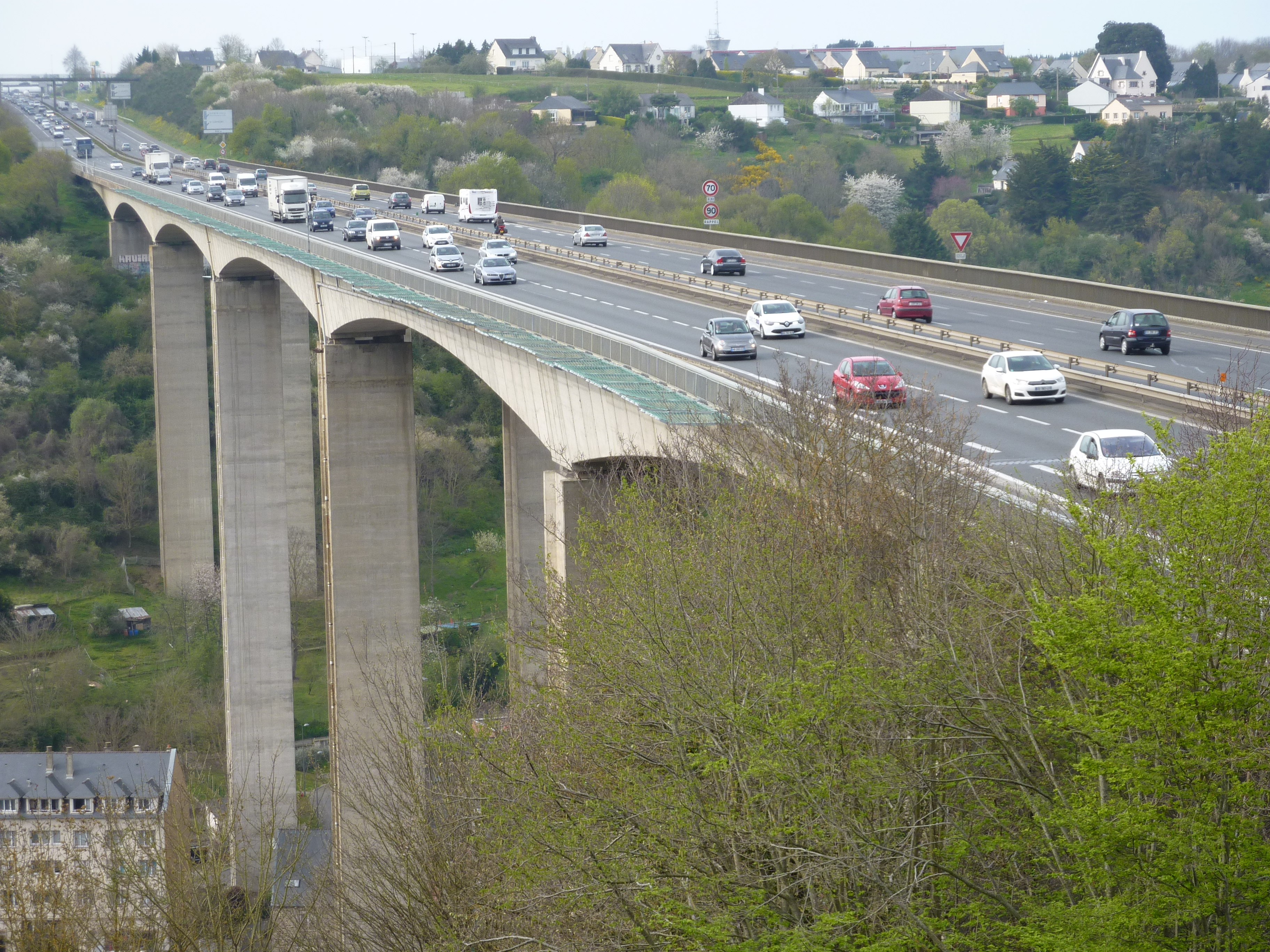
Viaduc du Gouët, par lequel passe la RN 12.

#### Réseau terrestre
La ville est située sur la RN 12 (l'E50), à l'extrémité de l'E401 et de la D 700 (Saint-Brieuc-Loudéac). Elle est contournée par la rocade de Saint-Brieuc.

#### Réseau aérien
L'aéroport (code IATA : SBK • code OACI : LFRT), est situé à 12 km de la ville, à Trémuson.

#### Réseau ferroviaire
La gare SNCF est située sur la Ligne Paris - Brest. Sur cette ligne elle est ainsi reliée à Brest d'une part, Rennes et Paris d'autre part. Ont également pour origine la gare de Saint-Brieuc des TER vers Dinan (bifurcation à Lamballe) et Lannion (bifurcation à Plouaret).

#### Transport en commun

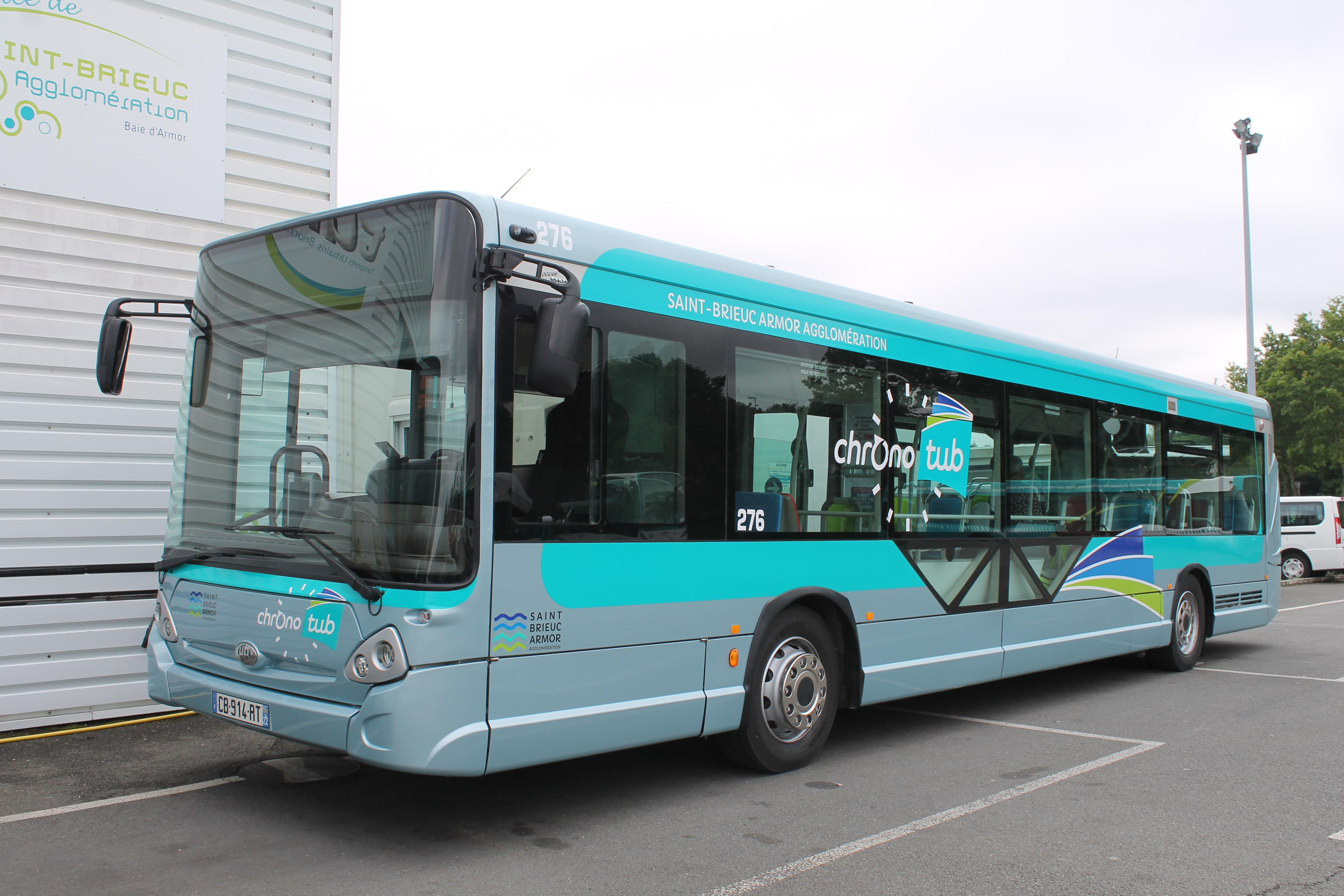
Un bus du réseau urbain.

Saint-Brieuc possède, avec son agglomération, un service de transports urbains : les TUB. Elle est reliée au reste de l'agglomération grâce aux 18 lignes régulières et une ligne estivale, des 5 lignes de soirée et 2 lignes dominicales du réseau. Toutes ces lignes transitaient auparavant par la « gare urbaine », située près de la place Du Guesclin et du centre commercial Les Champs, jusqu'à être supprimée en 2019 pour faute de place. Ce secteur et le quartier de la gare ont donc été réaménagés afin d'avoir un centre-ville plus aéré.
Le réseau régional BreizhGo voit quelques-unes de ses lignes partir de Saint-Brieuc.

## Urbanisme

### Typologie
Au 1er janvier 2024, Saint-Brieuc est catégorisée grand centre urbain, selon la nouvelle grille communale de densité à sept niveaux définie par l'Insee en 2022.
Elle appartient à l'unité urbaine de Saint-Brieuc, une agglomération intra-départementale regroupant neuf  communes, dont elle est ville-centre,,. Par ailleurs la commune fait partie de l'aire d'attraction de Saint-Brieuc, dont elle est la commune-centre,. Cette aire, qui regroupe 51 communes, est catégorisée dans les aires de 200 000 à moins de 700 000 habitants,.
La commune, bordée par la Manche, est également une commune littorale au sens de la loi du 3 janvier 1986, dite loi littoral. Des dispositions spécifiques d’urbanisme s’y appliquent dès lors afin de préserver les espaces naturels, les sites, les paysages et l’équilibre écologique du littoral, tel le principe d'inconstructibilité, en dehors des espaces urbanisés, sur la bande littorale des 100 mètres, ou plus si le plan local d’urbanisme le prévoit.

### Occupation des sols
L'occupation des sols de la commune, telle qu'elle ressort de la base de données européenne d’occupation biophysique des sols Corine Land Cover (CLC), est marquée par l'importance des territoires artificialisés (71,9 % en 2018), en augmentation par rapport à 1990 (67,1 %). La répartition détaillée en 2018 est la suivante : 
zones urbanisées (56,8 %), zones industrielles ou commerciales et réseaux de communication (13,6 %), zones agricoles hétérogènes (11,3 %), forêts (6,7 %), terres arables (4,9 %), prairies (3,2 %), espaces verts artificialisés, non agricoles (1,5 %), milieux à végétation arbustive et/ou herbacée (1,1 %), zones humides côtières (0,9 %). L'évolution de l’occupation des sols de la commune et de ses infrastructures peut être observée sur les différentes représentations cartographiques du territoire : la carte de Cassini (XVIIIe siècle), la carte d'état-major (1820-1866) et les cartes ou photos aériennes de l'IGN pour la période actuelle (1950 à aujourd'hui).

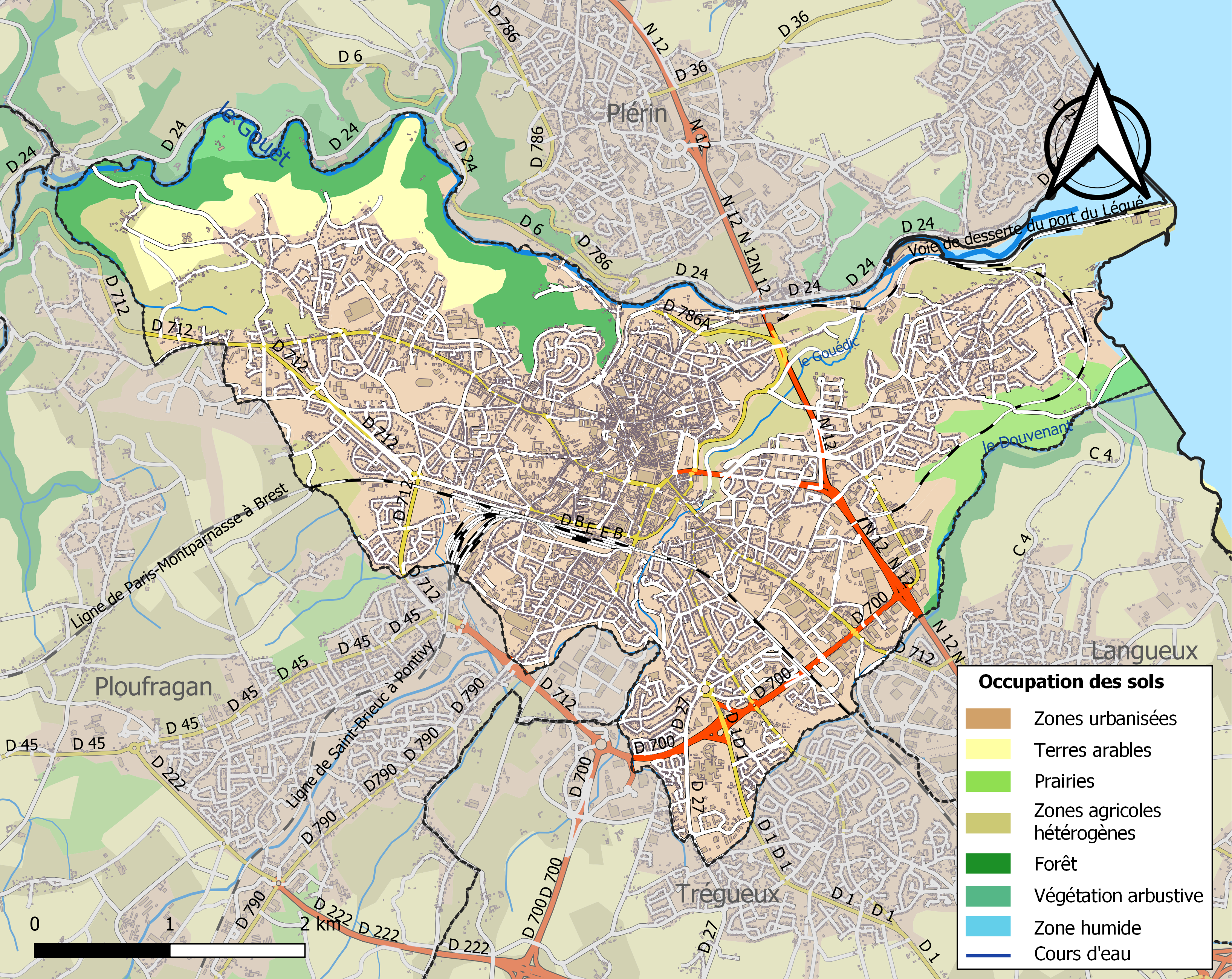
Carte des infrastructures et de l'occupation des sols de la commune en 2018 (CLC).
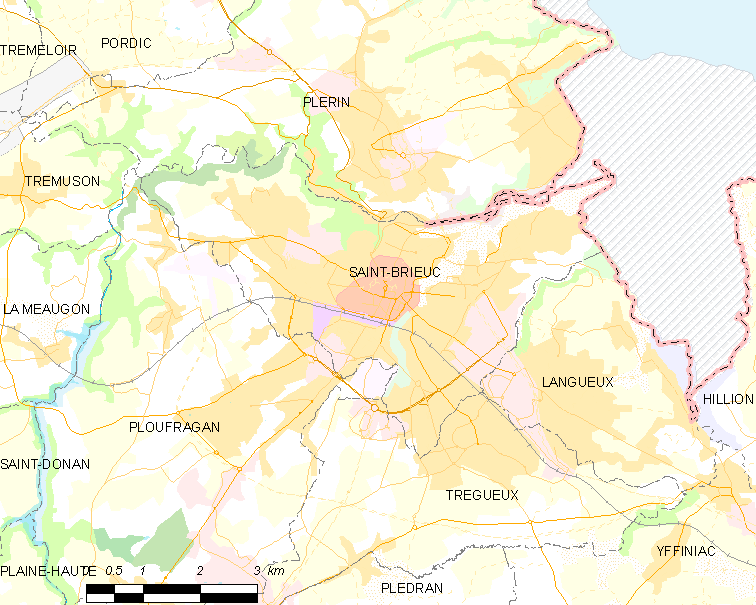
Carte de la commune.

### Morphologie urbaine
Saint-Brieuc possède en plus grande partie des habitations ainsi que des zones commerciales et industrielles. Cependant, il y a également des zones vertes comme le Bois Boissel, la vallée du Gouëdic ou encore la zone de Berrien.

### Quartiers

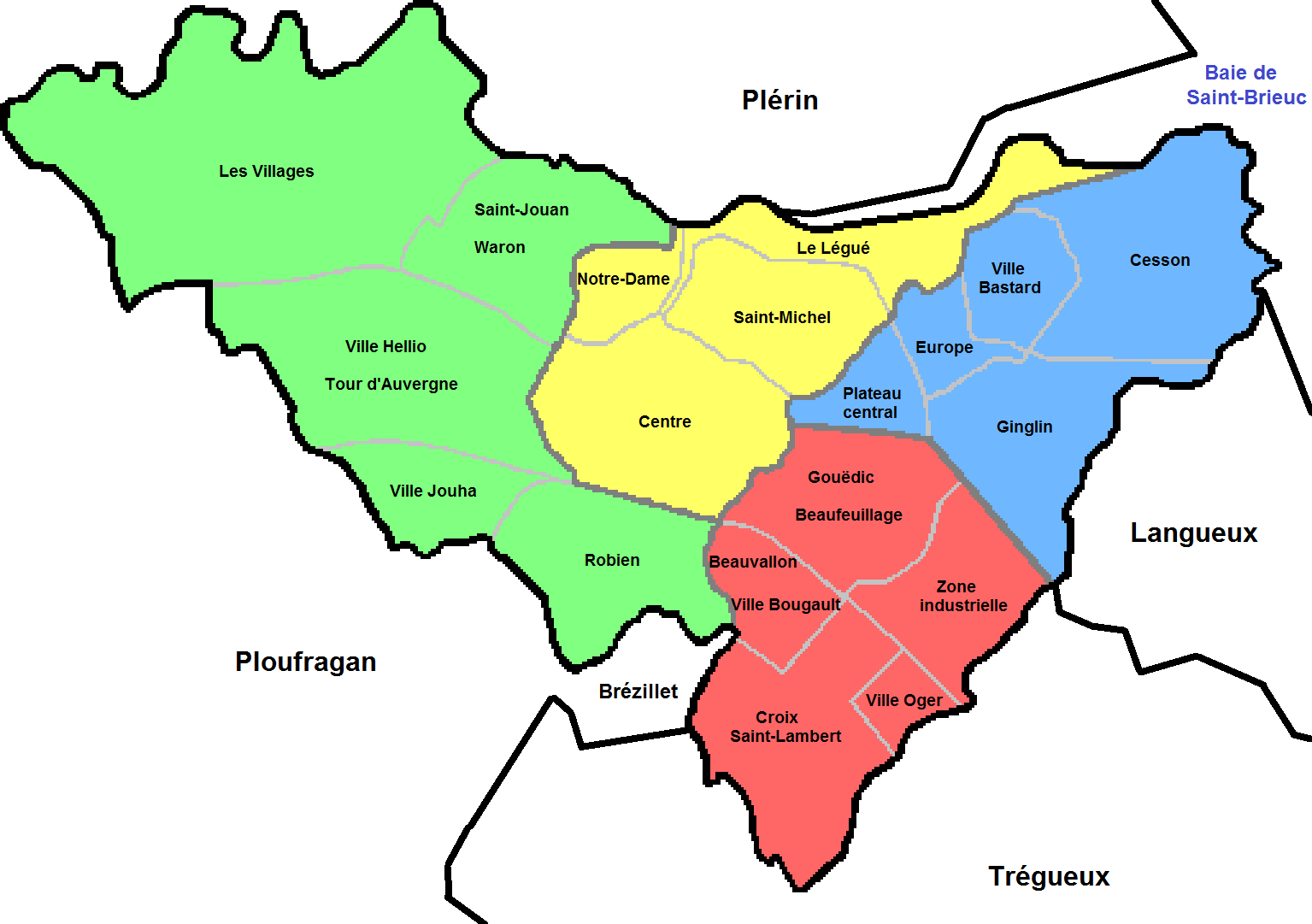
Carte des quartiers de Saint-Brieuc.

La ville de Saint-Brieuc comporte dix-neuf quartiers. Chacun d'entre-eux sont placés dans quatre secteurs et la plupart se composent de « sous-quartiers ».
La liste ci-dessous les délimites en fonctions des rues et cours d'eau de la commune, en commençant du Nord-Ouest puis en finissant par la même zone, en fonction de la carte ci-contre.

#### Zone bleu: secteur Nord
- Cesson : Pointe de Cesson ; Plage du Valais[Note 10] ; Rivière de Douvenant ; Chemin des Courses ; Rue de la République ; Rue Dumont d'Urville ; Rue des Ligneries ; Rue de la Mardelle ; Rue de la Tour ; Pointe de Cesson.
  - Sous-quartiers : Corniche ; La Tour ; Les Grèves.
- La Ville Bastard : Rue des Ligneries ; Rue Dumont d'Urville ; Rue de la République ; Rue de Genève ; Vallée vers station d'épuration ; Sentier derrière de la station ; Rue des Ligneries.
- Europe : Rivière du Gouédic ; Vallée vers station d'épuration ; Rue de Genève ; Rue Edmond Rostand ; Rue Mathurin Méheut ; RN12 ; Rivière du Gouédic.
- Plateau central : RN12 ; Avenue Corneille ; Pont d'Armor ; Rivière du Gouédic ; RN12.
  - Sous-quartiers : Balzac ; Le Plateau.
- Ginglin : RN12 ; Rue Mathurin Méheut ; Rue Edmond Rostand ; Chemin des Courses ; Rivière de Douvenant ; RN12.
  - Sous-quartiers : Chaptal ; Pôle universitaire-IUT ; La Ville Bernard ; La Ville Hingant.

#### Zone rouge: secteur Sud
- Gouédic - Beaufeuillage : Pont d'Armor ; Avenue Corneille ; RN12 ; Hentig Glas ; Rue Rabelais ; Voies SNCF ; Rivière du Gouédic ; Pont d'Armor.
  - Sous-quartiers : Gouédic ; Racine ; Sainte-Thérèse ; Stade Fred-Aubert ; Les Villes Dorées.
- Zone industrielle : RN12 ; Rivière de Douvenant ; Voies SNCF ; Rue Rabelais ; Hentig Glas ; RN12.
- La Ville Oger : Voies SNCF ; Rivière de Douvenant ; Rue des Gallois ; RD700 ; Voies SNCF.
- La Croix Saint-Lambert : Voies SNCF ; RD700 ; Rue des Gallois ; Rivière de Douvenant ; Rue Pasteur ; RD27 ; Rue de la Chesnaie ; Ruisseau de la Ville Gueury ; Rue de Trégueux ; Rue Charles Pradal ; Rue Joachim du Bellay ; Voies SNCF.
  - Sous-quartiers : Établette ; Bonnets Rouges ; Hôpital ; Champs-de-Pies ; La Ville-Audry.
- La Ville Bougault - Beauvallon : Voies SNCF ; Rue Joachim du Bellay ; Rue Charles Pradal ; Rue de Trégueux ; Rivière du Gouédic ; Voies SNCF.
  - Sous-quartiers : Beauvallon ; L'Ourme ; La Ville-Bougault.

#### Zone verte: secteur Ouest
- Robien : Voies SNCF ; Rivière du Gouédic ; Ruisseau de Launivier ; Voies SNCF.
- La Ville Jouha : Voies SNCF ; Pont de Quintin ; Voies SNCF ; Ruisseau de Launivier ; Voies SNCF.
  - Sous-quartiers : Launivier.
- La Ville Hellio - La Tour d'Auvergne : Boulevard de l'Atlantique ; Rond-point de la Corderie ; Boulevard de la Tour d'Auvergne ; Boulevard Laënnec ; Pont de Quintin ; Voies SNCF ; Rue de la Plaines Ville ; Avenue des Plaines Ville ; Rue de Sercq ; Voie privée face à la rue de Bien Assis ; Boulevard de l'Atlantique.
- Les Villages : Rivière du Gouët ; Bois Boissel ; Rue Victor Duruy ; Rue René Yves Creston ; Boulevard de l'Atlantique ; Rue de Saint-Barthélémy ; Ruisseau du Pont des Îles ; Rivière du Gouët.
  - Sous-quartiers : Berrien ; Espace commercial ; Vau-Méno ; Point-du-Jour ; Plaines Villes.
- Saint-Jouan - Waron : Rivière du Gouët ; Impasse de Bon Repos ; Rue du Moulin à Papier ; Rue de la Caquinerie ; Rond-point de la Corderie ; Rue Théodule Ribot ; Rue René Yves Creston ; Rue Victor Duruy ; Bois Boissel ; Rivière du Gouët.
  - Sous-quartiers : La Ville-d'Ys.

#### Zone jaune: secteur Centre
- Notre-Dame : Impasse de Bon Repos ; Rue du Moulin à Papier ; Rue de la Caquinerie ; Rue Notre-Dame ; Rue de la Fontaine Saint-Brieuc ; Vieille Côte de Gouet ; Impasse de Bon Repos.
- Centre : Rue Notre-Dame ; Rue de la Fontaine Saint-Brieuc ; Rue de Gouet ; Rue des Forges ; Rue Abbé Vallée ; Rue du Port ; Rue du Maréchal Foch ; Rue Mare au Coq ; Rue Saint-Benoît ; Allée Jacques Chaban-Delmas ; Impasse Thiers ; Rivière du Gouédic ; Voies SNCF ; Pont de Quintin ; Boulevard Laënnec ; Boulevard de la Tour d'Auvergne ; Rue Tristan Corbière ; Rue Notre-Dame.
  - Sous-quartiers : Charner ; Gare urbaine ; La Gare ; Saint-Charles.
- Saint-Michel : Rivière du Gouët ; Quai Surcouf ; Rue des Galets ; Quai Sebert ; Pointe de Cesson ; Rue des Ligneries ; Sentier derrière de la station d'épuration ; Rivière du Gouédic ; RN12 ; Boulevard Harel de la Noé ; Rue du Légué ; Vieille Côte de Gouet ; Impasse de Bon Repos ; Rivière du Gouët.
  - Sous-quartiers : Cimetière ; Tertre Aubée.
- Le Légué : Rue du Légué ; Boulevard Harel de la Noé ; RN12 ; Rivière du Gouédic ; Impasse Thiers ; Allée Jacques Chaban-Delmas ; Rue Saint-Benoît ; Rue Mare au Coq ; Rue du Maréchal Foch ; Rue du Port ; Rue Abbé Vallée ; Rue des Forges ; Rue de Gouet ; Rue du Légué.
  - Sous-quartiers : Moulin à papier ; Surcouf.

### Projets d'aménagement

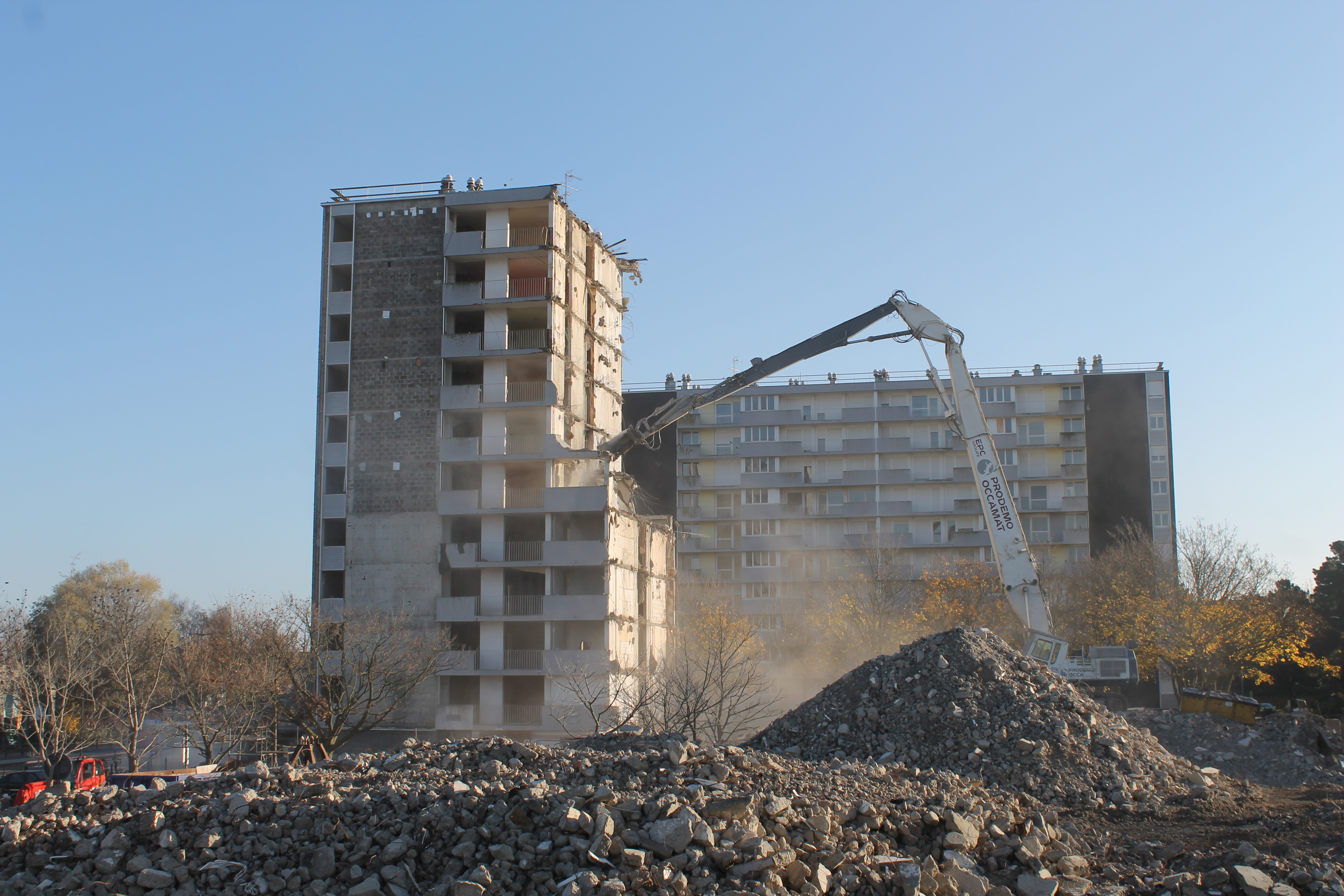
Démolition des barres de Balzac.

- Le bus à haut niveau de service de Saint-Brieuc est un projet urbain prévu pour 2025.
- Aménagement des places de la Préfecture et de la Grille.
- Réhabilitation du quartier de Balzac.
- Réhabilitation du trottoir en encorbellement du boulevard de Sévigné[49].

## Toponymie
Le nom de la localité est attesté sous les formes Sanctus Briocus en 1032, Sancti Briocci en 1092, Saint-Brieux en 1220 Saint Brieux et Saint Brieuc en 1235, Seine Briout en 1284, Saint Briouc en 1294, Saint Brieuc la cité en 1296, Saint Brieuc en 1304, Saent Bryoc en 1305, Saint Brioux en 1306, Saint Briouch en 1321, Sanctum Briocum de Vallibus en 1330, Saint Brieuc en 1356, Saint Brieu en 1364, Saint Brieuc en 1364 et en 1373, Saint Brieu en 1375, Saint Briouc en 1378 et en 1379, Saint Briou, Saint Brieux et Saint Brieuc en 1406, Saint Brieuc des Vaux en 1407, Saint Brieu en 1409 et en 1410, Seint Biriok en 1410, de Sancto Brieuco en 1411, Sainct Briou en 1417, Saint Brieuc et Saint Brieu en 1420, Saint Briou et Saint Briouc en 1423, Saint Brieul, Saint Brieux en 1462, Saint Brieu en 1513, Saint Brieux, Saint Brieux et Saint-Brieu en 1535, Saint Brieu en 1565, 1636, et en 1709.
La ville tient son nom du moine gallois Brioc, son fondateur. Le futur saint fonda, à la fin de sa vie, un monastère à l'emplacement, ou tout proche, de l'actuelle cathédrale.
Aujourd'hui, Saint-Brieuc se nomme et s'écrit Saint-Berieu en gallo et Sant-Brieg en breton.

## Histoire

### Préhistoire et Antiquité
Le territoire de la commune est occupé depuis le Néolithique. On y a découvert plusieurs souterrains du second âge du fer (en 1850 au Rocher Martin, en 1900 au Tertre Aubé). Les souterrains ont livré divers tessons de poteries. Celui du Tertre Aubé (ou Aubert) qui domine le Légué et le bassin à flot, disposerait d'une galerie souterraine d'un peu plus de 5 mètres de long située au fond d'un puits.
Sur le site de la tour de Cesson, ont été trouvés en 1832 et 1847 des tuiles à rebord, des fragments d'armes, du ciment et des monnaies romaines (Gallien, Claude II, Tétricus et Valérien). Au nord de la tour, vers l'extrémité de la pointe, une vaste enceinte trapézoïdale détruite de 420 mètres, renforcée par un second retranchement a été interprétée comme romaine. Le site de la tour n'a jamais été fouillé intégralement, malgré son évident intérêt archéologique et historique.
D'autres sites d'origine romaine, avec présence de briques, de tegulae et de monnaies, sont signalés dans la commune (Saint-Jouan, Le Tertre Buet, La Ville Oger, la Ville Ginglin). Sur le plateau du Gouédic, il a été découvert en 1872 une vaste enceinte ovale de 98 × 89 m. Des fragments de briques et de poteries romaines ont été trouvés sur le site, ainsi que des « pains de granit » ayant subi l'action du feu.
On note de nombreux autres sites gallo-romains aux alentours de la commune. Notamment, les traces d'une villa gallo-romaine ont été découvertes en 2007 à Ploufragan lors de travaux routiers. C'est un édifice à vocation résidentielle et agricole, s'organisant en « U » autour d'une cour centrale. La villa est un assemblage de pavillons reliés par des galeries couvertes. Elle comprenait une grande salle en forme de demi-cercle, campée à l'ouest. Les premières traces d'occupation du site remontent à la période gauloise. Elles consistent en un enclos entouré de plusieurs fosses, correspondant aux vestiges d'un habitat réalisé en matériaux périssables, bois et terre. Ces aménagements antiques ont été remplacés, au cours du Ier siècle de notre ère par une ferme gallo-romaine, évoluant au fil des années pour aboutir à la création de la grande villa.
On note aussi la redécouverte récente d'une villa au centre hélio-marin de Plérin ou les très nombreuses traces d'occupation romaine dans la commune de Hillion. Un pont romain subsiste encore dans la commune proche de Plédran (Pont Chéra), sur la voie romaine conduisant à Vorgium (aujourd'hui Carhaix-Plouguer).

### La fondation de Saint-Brieuc

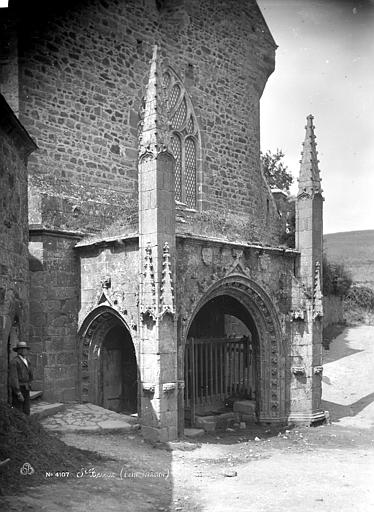
Fontaine de Saint-Brieuc prise en 1887.

La ville tient son nom du moine Brioc, dont l'hagiographie repose sur la Vita Briocii, récit rédigé vers 1050 vraisemblablement à l'abbaye Saint-Serge d'Angers, où les reliques du saint ont été transférées sous le règne du roi breton Erispoë.
Le texte de la Vita Briocii est peu fiable, notamment en ce qui concerne les dates. Il est possible que Brioc, originaire du Ceredigion (Pays de Galles actuel) se soit installé sur les hauteurs aux alentours de 480 et qu'il y ait fondé un monastère, près d'où se trouve aujourd'hui la Fontaine Saint-Brieuc.
Le porche de cette fontaine fut édifié en 1420 par Marguerite de Clisson, comtesse de Penthièvre.

### Moyen Âge
En 848, le roi breton Nominoë effectua un remaniement des évêchés sous sa coupe, après le départ des Vikings. C'est à cette époque que fut fondé l'évêché de Saint-Brieuc.
Dudon ayant refusé de rendre hommage au suzerain de Guillaume Longue-Épée, le roi des Francs, Raoul, Guillaume envahit la région, et alors qu'il regagnait Rouen, sur ses arrières les Bretons ravagèrent le Bessin, entraînant à nouveau l'envahissement de la Bretagne jusqu'à Saint-Brieuc par Guillaume qui s'installa sur ces terres. En 937, Alain, qui s'était réfugié en Angleterre avec son père Mathueldoi, comte de Poher, auprès du roi Adelstan qui fournit des vaisseaux pour une expédition punitive, avec ses frères débarquèrent et surprirent la garnison normande de Saint-Brieuc, après avoir surpris en 936 celle de Dol.
Les reliques de saint Brieuc, qui avaient été mises en sûreté à l'époque des raids menés par les Hommes du nord, reviennent dans la ville en 1210. Une procession est organisée, suivie d'une grande fête populaire.

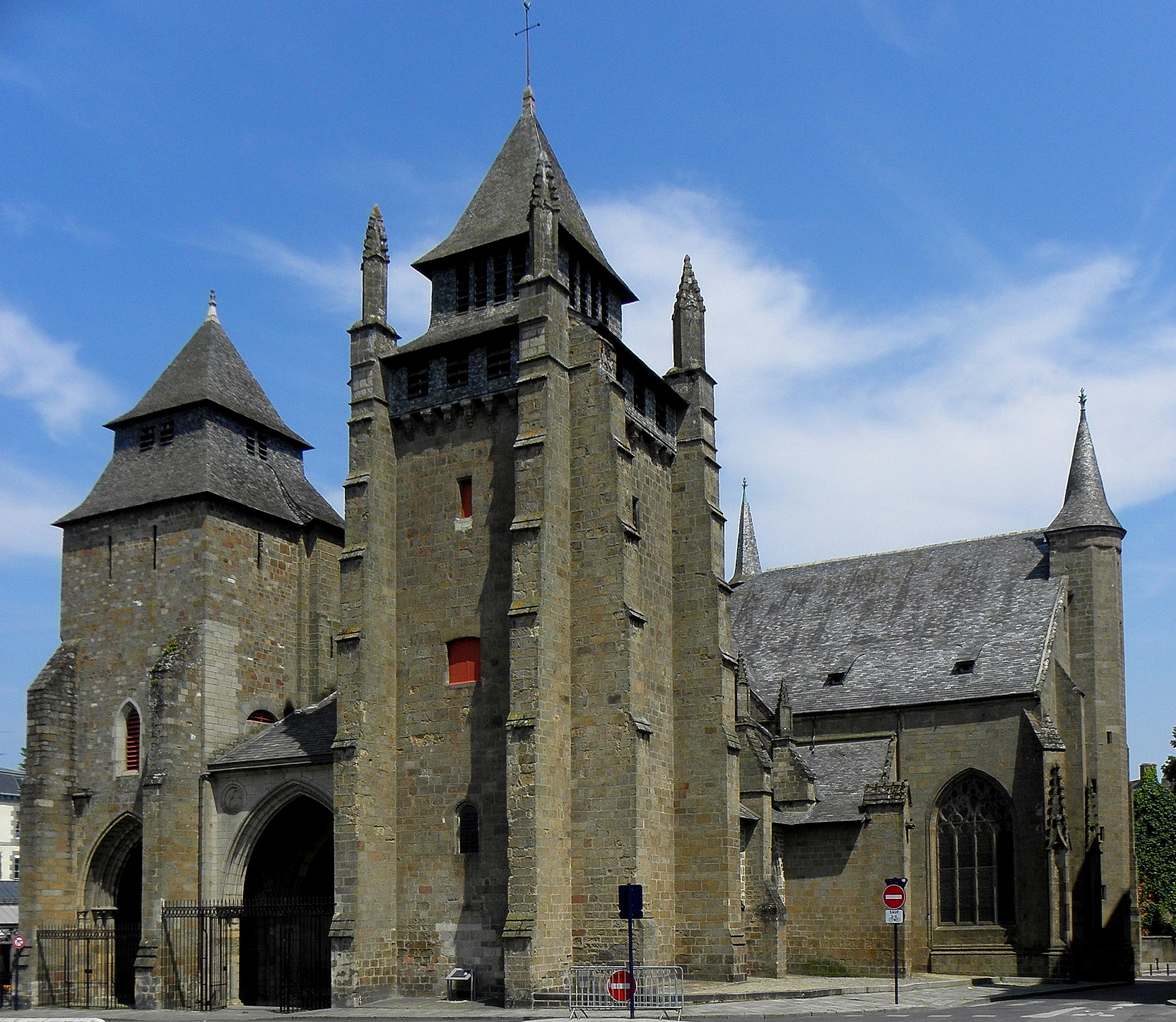
Cathédrale Saint-Étienne.

Guillaume Pinchon, élevé en 1220 à l'épiscopat, fut l'un des plus grands artisans de la construction de la cathédrale. Il mourut en 1234 et fut canonisé dès 1247 (saint Guillaume) par le pape Innocent IV sans voir l'achèvement de son œuvre par son successeur, Philippe, en 1248. Il s'agit du premier saint d'Armorique canonisé par Rome. La cathédrale fut construite du XIIIe au XVIIIe siècle.
Détruit dans un incendie en 1355, le chœur de la cathédrale est reconstruit en deux ans sous les épiscopats de Guy de Montfort et de Hugues de Montrelais.
En 1375, Saint-Brieuc est assiégée durant quinze jours par le duc de Bretagne Jean de Montfort et les barons et chevaliers d'Angleterre, les mineurs finirent par entrer dans la ville après avoir fait tomber un pan des remparts.

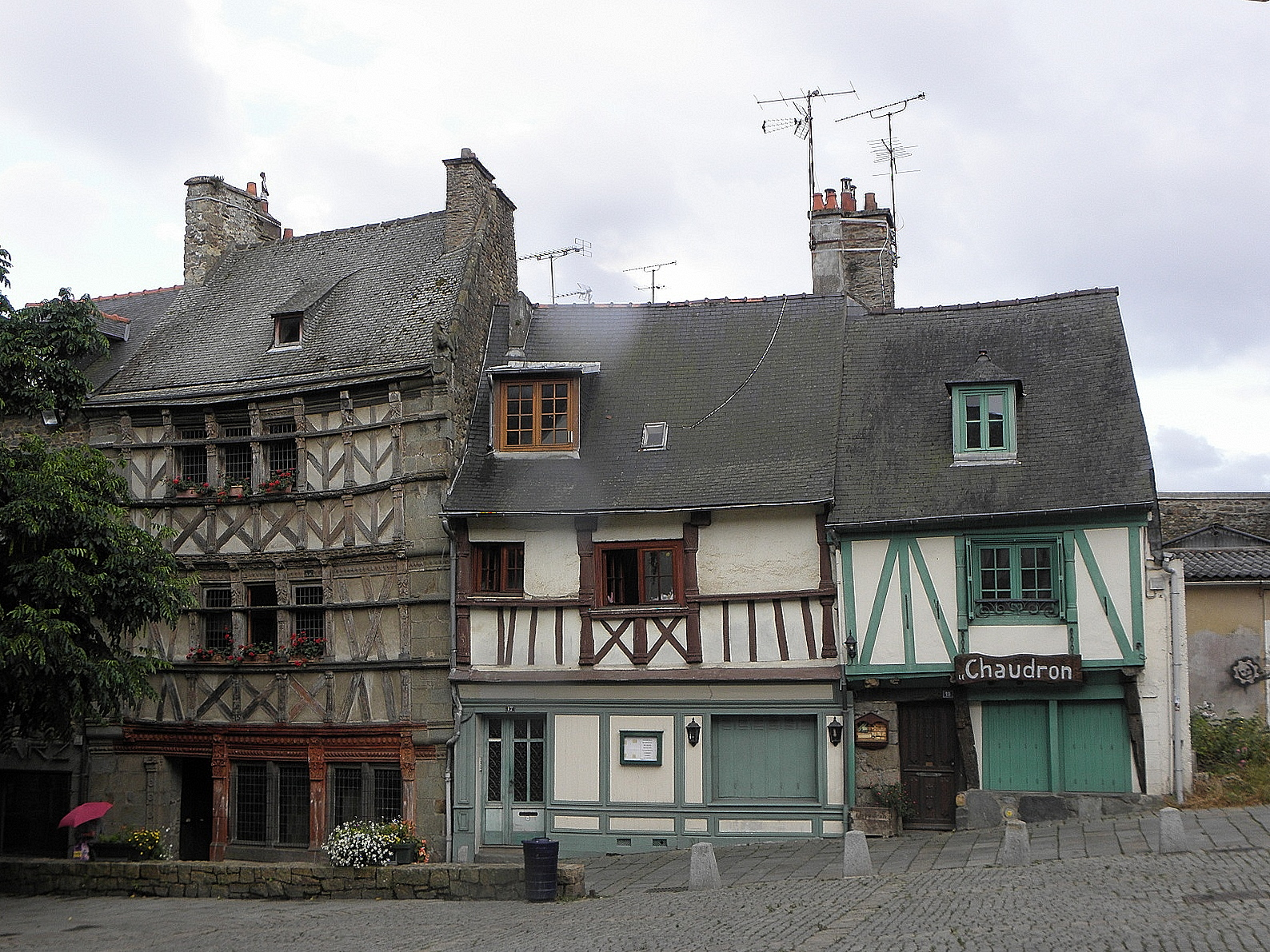
Vieilles maisons en pans-de-bois.

Au Moyen Âge, en l'absence d'égouts, des rues étaient destinées à l'évacuation des déchets et eaux usées à l'air libre, les ingoguets. Leurs flux se mêlaient à ceux des ruisseaux et rivières aussi appelés « merderons », comme le Jouallan, la Grenouillère et le ru de Saint-Gouëno. L'absence d'urbanisme pensé et respecté se manifeste aussi dans les constructions parasitaires adossées à la cathédrale favorisant les incendies. Les modes de construction favorisaient les incendies : cela va du mode de couverture le plus répandu, les roz ou roseaux séchés, à l'utilisation de panneaux de bois, abondant, et dont les qualités d'isolation thermique et esthétique (notamment quand ils sont sculptés) étaient recherchées.

### Époque moderne
En 1592, la plaine Saint-Michel au nord de la ville devient le lieu de la première bataille rangée des guerres de la Ligue en Bretagne (la bataille de Craon au printemps 1592 s'étant déroulée en Mayenne). Elle oppose une armée ligueuse commandée par Saint-Laurent d'Avaugour aux troupes de René de Rieux, sieur de Sourdéac. Les ligueurs qui assiégeaient la tour de Cesson y sont défaits. Certains d'entre eux, retranchés dans la cathédrale y détruisent les archives alors détenues.
En 1598, à la suite des guerres de Religion, la décision de détruire la place forte de la Tour de Cesson est prise. Ses ruines dominent toujours la baie de Saint-Brieuc. L'administration municipale est mise en place à la fin de ce siècle.
Au XVIIIe siècle la seigneurie de Berrien appartenait à la famille Le Nepvou de Kerfort (par exemple Jacques Le Nepvou, écuyer, né en 1674 à Saint-Brieuc, décédé en 1731 à Saint-Brieuc, était seigneur de Berrien et de Kerfort).

### Révolution française
En 1790, sous la Révolution française, Saint-Brieuc devient le chef-lieu du département des Côtes-du-Nord (renommé Côtes-d'Armor le 8 mars 1990). Parmi les personnages politiques notables de l'époque, on peut noter Palasne de Champeaux et Poulain de Corbion qui furent élus députés du Tiers état en 1789.
Durant cette période, la commune porta provisoirement le nom de Port-Brieuc.
En 1793, pendant la Terreur, la guerre civile entre les Chouans et les Bleus fit rage. Dans la nuit du 5 brumaire an VIII (25 octobre 1799), une troupe de chouans délivra de la prison de la ville des prisonniers royalistes condamnés à mort. Le procureur Poulain de Corbion, ancien maire de la ville (1779-1789), fut tué au cours de cette nuit du combat de Saint-Brieuc.

### LeXIXesiècle
En 1819, le port du Légué et ses quais subissent un aménagement avec de nouveaux entrepôts et un pont. La même année est lancée la création d'une chambre de commerce[réf. nécessaire].
Le 15 avril 1865, la voie de chemin de fer de la ligne Paris-Brest voit son premier train arriver. On peut désormais rallier Paris en 17 heures, contre 6 jours de trajets en diligence ou 53 heures en malle-poste.
Pendant la guerre de 1870, vingt-cinq soldats originaires de Saint-Brieuc sont décédés.

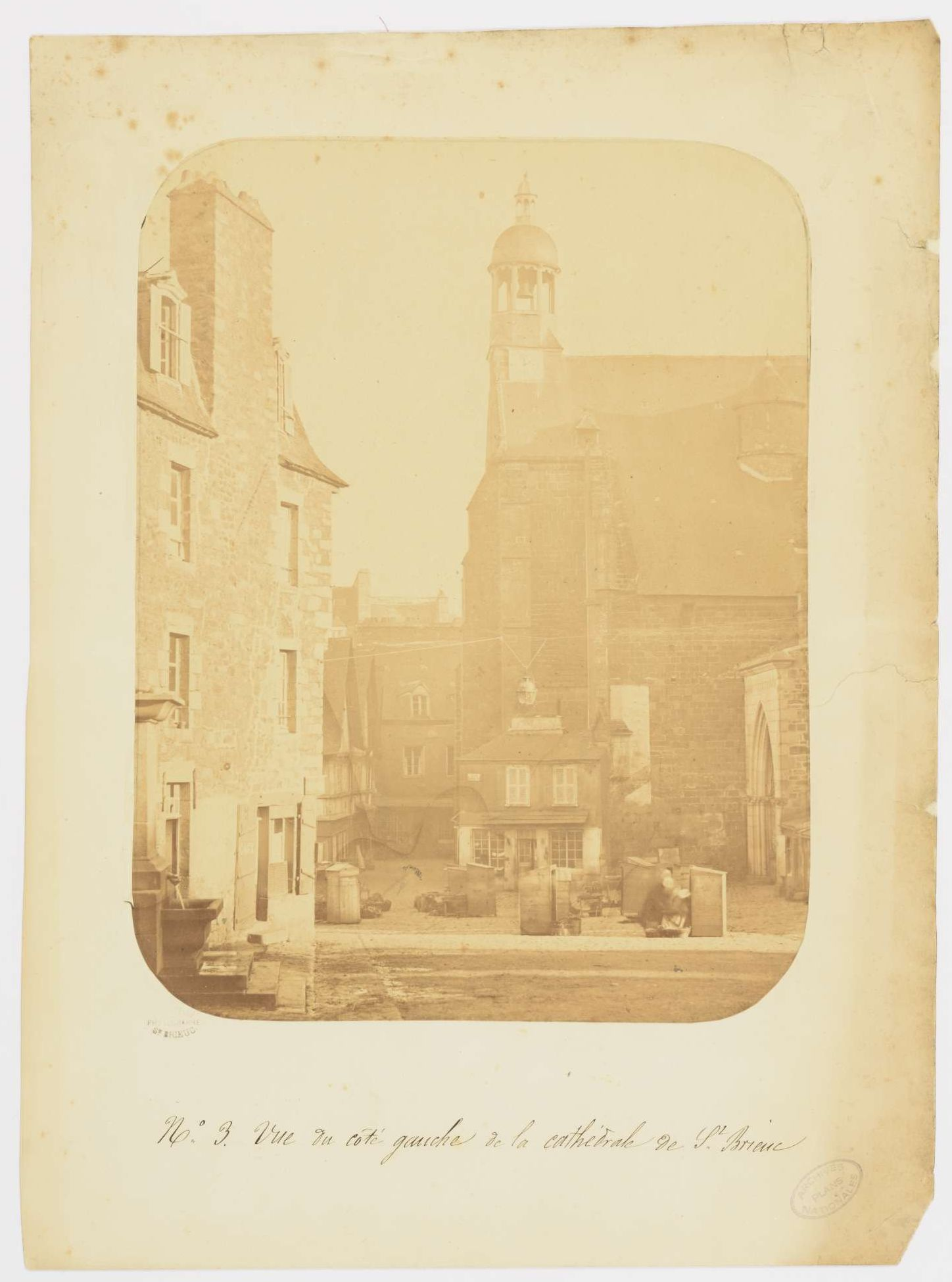
Rues et commerces à gauche de la cathédrale (1858 - 1863).
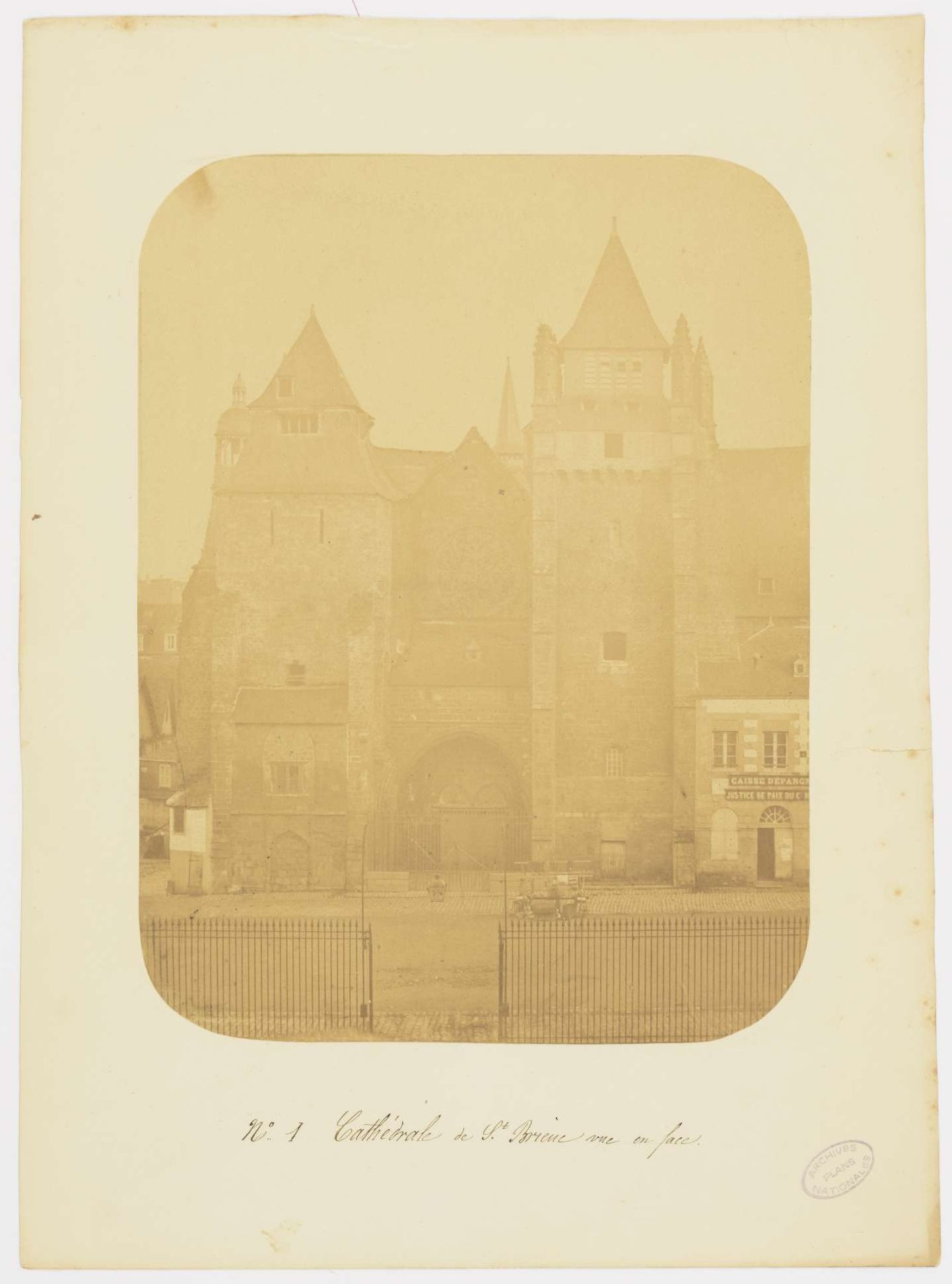
La cathédrale (1858 - 1863).
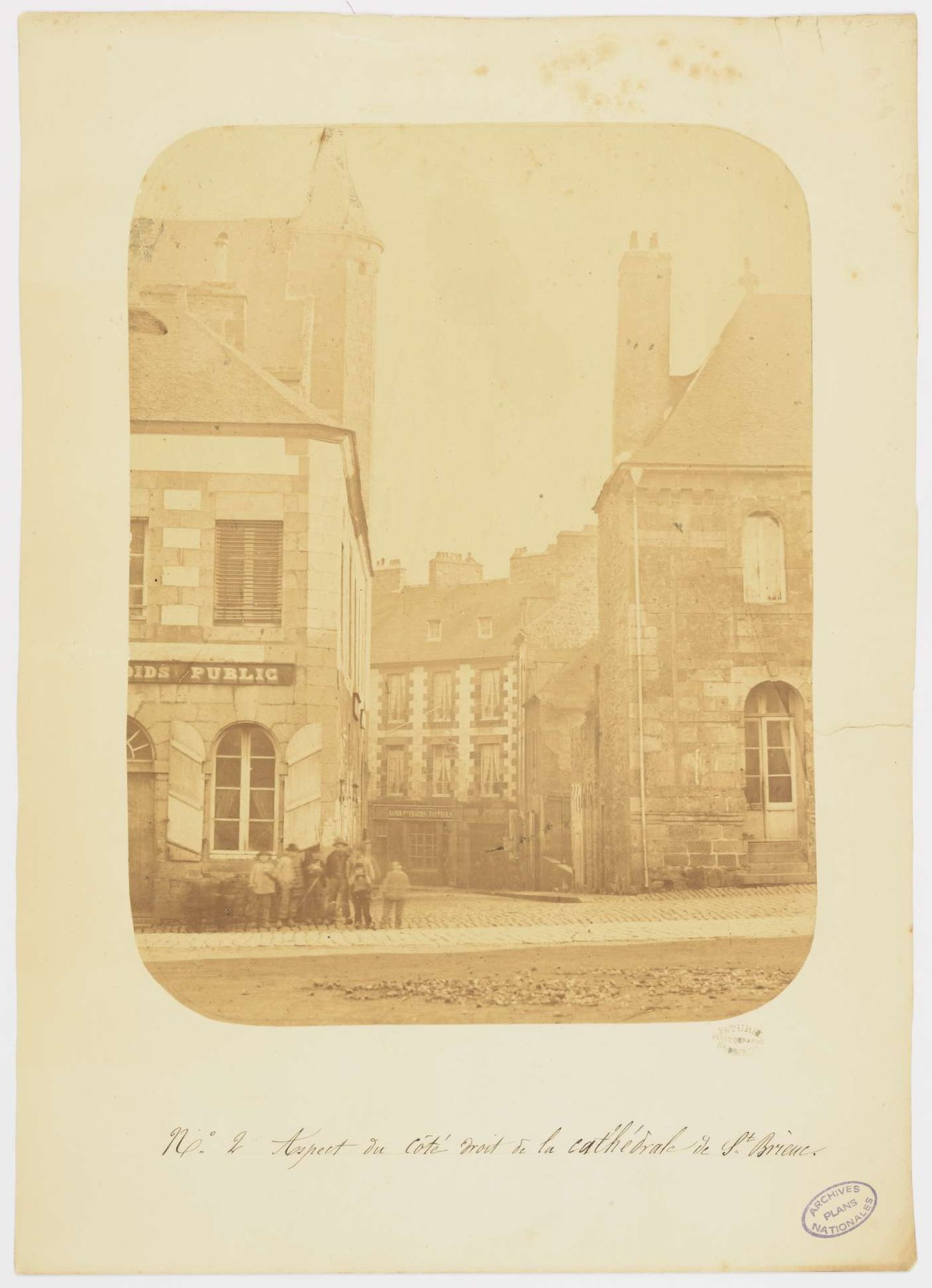
Rues et commerces à droite de la cathédrale (1858 - 1863).

### LeXXesiècle

#### La Première Guerre mondiale
Saint-Brieuc était une ville de garnison dans laquelle était basée le 71e régiment d'infanterie.
Le monument aux morts de Saint-Brieuc porte les noms de 685 soldats morts pour la France pendant la Première Guerre mondiale. Parmi eux, les trois frères Henri, Paul et Élie Le Goff, tous les trois sculpteurs.
Henri Cren, né en 1890 à Saint-Brieuc, soldat au 2e régiment d'infanterie, fut fusillé pour l'exemple le 1er octobre 1915 à Vienne-le-Château (Marne) pour « abandon de poste ».
Le 71e régiment d'infanterie, basé à Saint-Brieuc, a compté 2 427 morts bretons pendant la Première Guerre mondiale, sans compter les morts de son régiment de réserve, le 271e régiment d'infanterie ; le 74e régiment d'infanterie territoriale, aussi basé à Saint-Brieuc, en a compté 599.
Un camp d'internement a existé dans une usine reculée de la vallée du Gouët : le Jouguet. Un premier convoi ferroviaire débarque en gare de Saint-Brieuc des centaines de civils qualifiés d’« ennemis ou suspects » le 7 septembre 1914. Durant toute la guerre, cette ancienne usine abrita l’un des 75 camps français d’internement de civils.

#### L'entre-deux-guerres

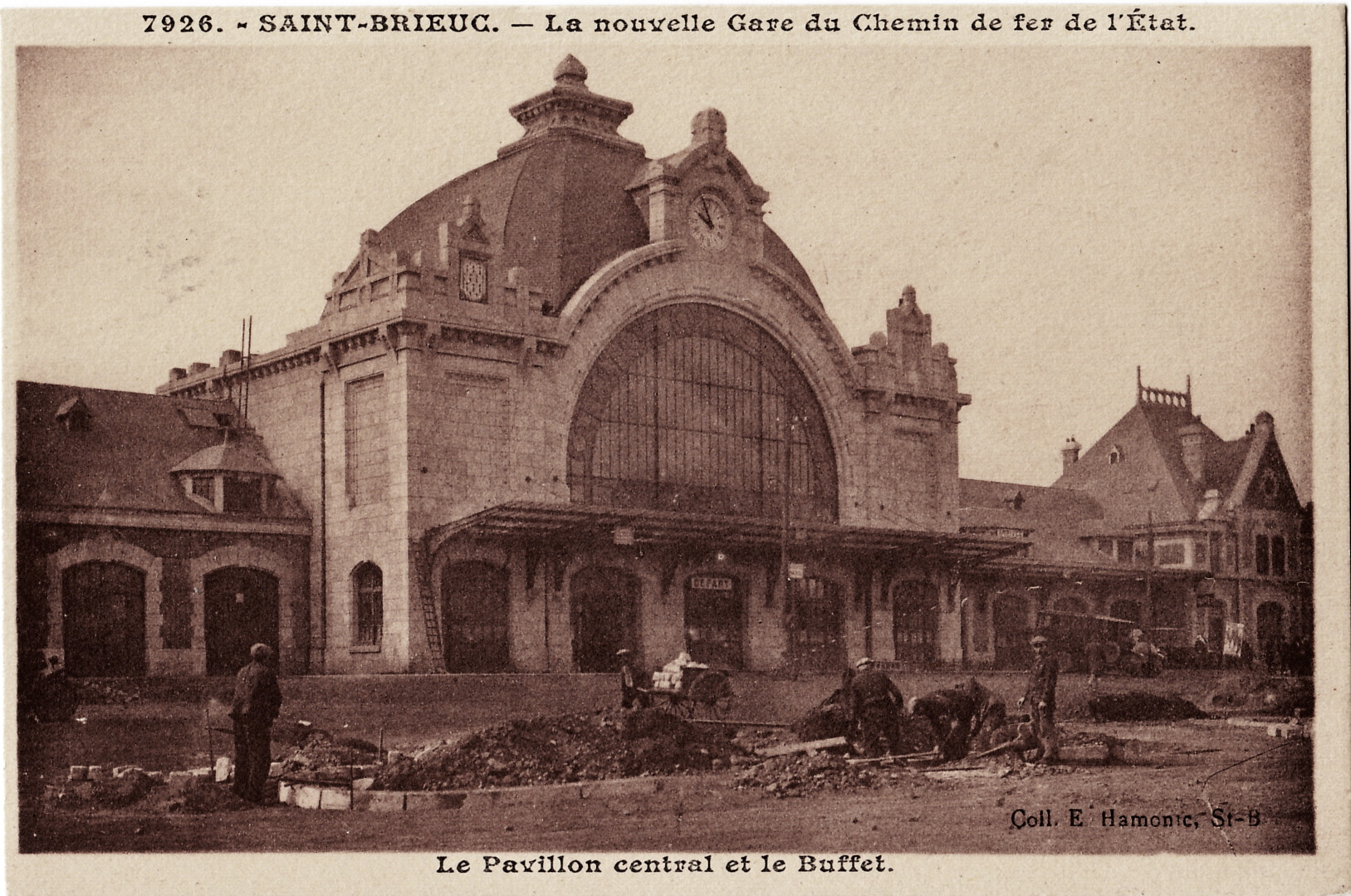
La nouvelle gare de Saint-Brieuc, construite en 1931, peu après son achèvement.

En 1931, une nouvelle gare est construite à quelques mètres derrière l'ancienne, datant de 1863, année de l'arrivée de la voie de chemin de fer de la ligne Paris-Brest.

#### La Seconde Guerre mondiale
Le 18 juin 1940, la Wehrmacht (armée allemande du IIIe Reich) entre dans la ville de Rennes, puis le 19 juin c'est au tour de Saint-Brieuc et Guingamp ; Lannion sera le 22 juin. L'administration militaire allemande s'installe tranquillement : la préfecture est remplacée par la Feldkommandantur ; pour les sous-préfectures du département, elles sont échangée par les Kreiskommandanturen (Dinan, Lannion et Guingamp).
Le monument aux morts de Saint-Brieuc porte les noms de 247 personnes mortes pour la France pendant la Seconde Guerre mondiale.
Parmi les soldats originaires de Saint-Brieuc tués pendant la Seconde Guerre mondiale, le nom du capitaine Frédéric Aubert a été donné à un stade de Saint-Brieuc ; Robert Lefebvre a été tué le 22 mai 1940 à Oost Kapelle (Pays-Bas).
De nombreux Briochins ont participé à la Résistance : parmi eux, les résistants du lycée Anatole-Le-Braz arrêtés le 10 décembre 1943, l'abbé Eugène Fleury, alias « Victor », torturé par la Gestapo, puis fusillé le 10 juillet 1944 dans le bois de Malaunay près de Guingamp, Mireille Chrisostome, Yves Salaün, Pierre Le Gorrec, etc. D'autres ont été déportés et beaucoup sont morts en déportation comme Léon Sinais, Yvette Le Quéinec, Simone Jezequel, Auguste Régent, le pasteur Yves Crespin, etc. Vingt-six cheminots de Saint-Brieuc ont été tués par faits de guerre, fusillés ou sont morts en déportation. Marie et Elisa Josse protègent et cachent un juif à Saint-Brieuc, elles sont reconnues Justes parmi les nations.
La Libération de Saint-Brieuc par les troupes américaines du général George Patton survint le 6 août 1944. Des combats ont lieu entre les Allemands (notamment avec les Russes blancs de l'armée Vlassov) et les FFI depuis le 4 août, provoquant la mort ce jour-là de 5 résistants (Joseph François, Alexandre Le Couédic, Yves Le Roy, Jean Poilpot, Massimo Tognon) et d'un autre le lendemain (Maurice Chambrin).

#### L'après Seconde Guerre mondiale
Quatre soldats originaires de Saint-Brieuc sont morts pendant la guerre d'Indochine, vingt personnes pendant la guerre d'Algérie et deux au Liban : Henri Perrot et Vincent Daubé.

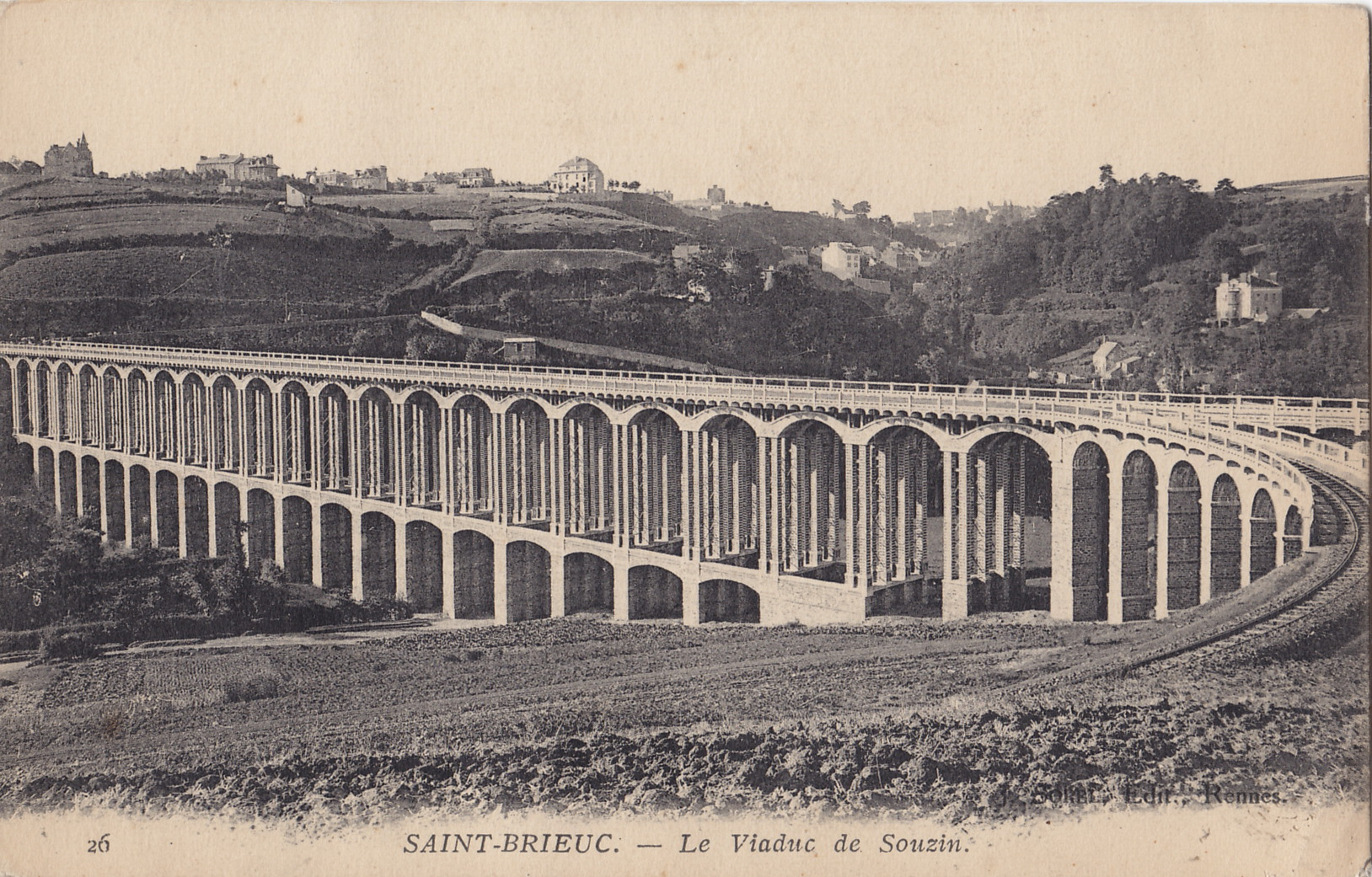
Viaduc de Souzain, démoli en 1995.

- Le 13 mars 1972, les ouvrières de l'usine du Joint Français débutent une grève qui s'achève, 8 semaines plus tard, le 8 mai 1972. Cette grève du Joint Français a un écho national dans l'opinion ;
- 1974 : 1re édition des Foulées Briochines ;
- 1979 : ouverture du nouvel hôpital de la Beauchée, qui est rebaptisé hôpital Yves-Le Foll peu après le décès de ce dernier ;
- 1980 : la déviation de l'axe Rennes - Brest est ouverte ;
- 1983 : 1re édition du festival Art Rock ;
- 1992 : 
  - création du district du Pays de Saint-Brieuc. La future communauté d'agglomération de Saint-Brieuc (CABRI) compte à l'époque 10 communes et 90 000 habitants ;
  - Mise à l'eau du Grand Léjon, gréement traditionnel reconstruit à l'identique des lougres de travail naviguant en baie de Saint-Brieuc ;
  - Incendie à la place du Chai, d'origine volontaire, ravageant quatre commerces[91] ;
- 1994 : ouverture de l'IUT ;
- 1995 :
  - Inauguration de l'espace Steredenn, destiné à accueillir les manifestations sportives et culturelles ;
  - Saint-Brieuc accueille le départ en soirée de la 82e édition du Tour de France cycliste ;
  - Destruction du viaduc de Souzain.

### LeXXIesiècle

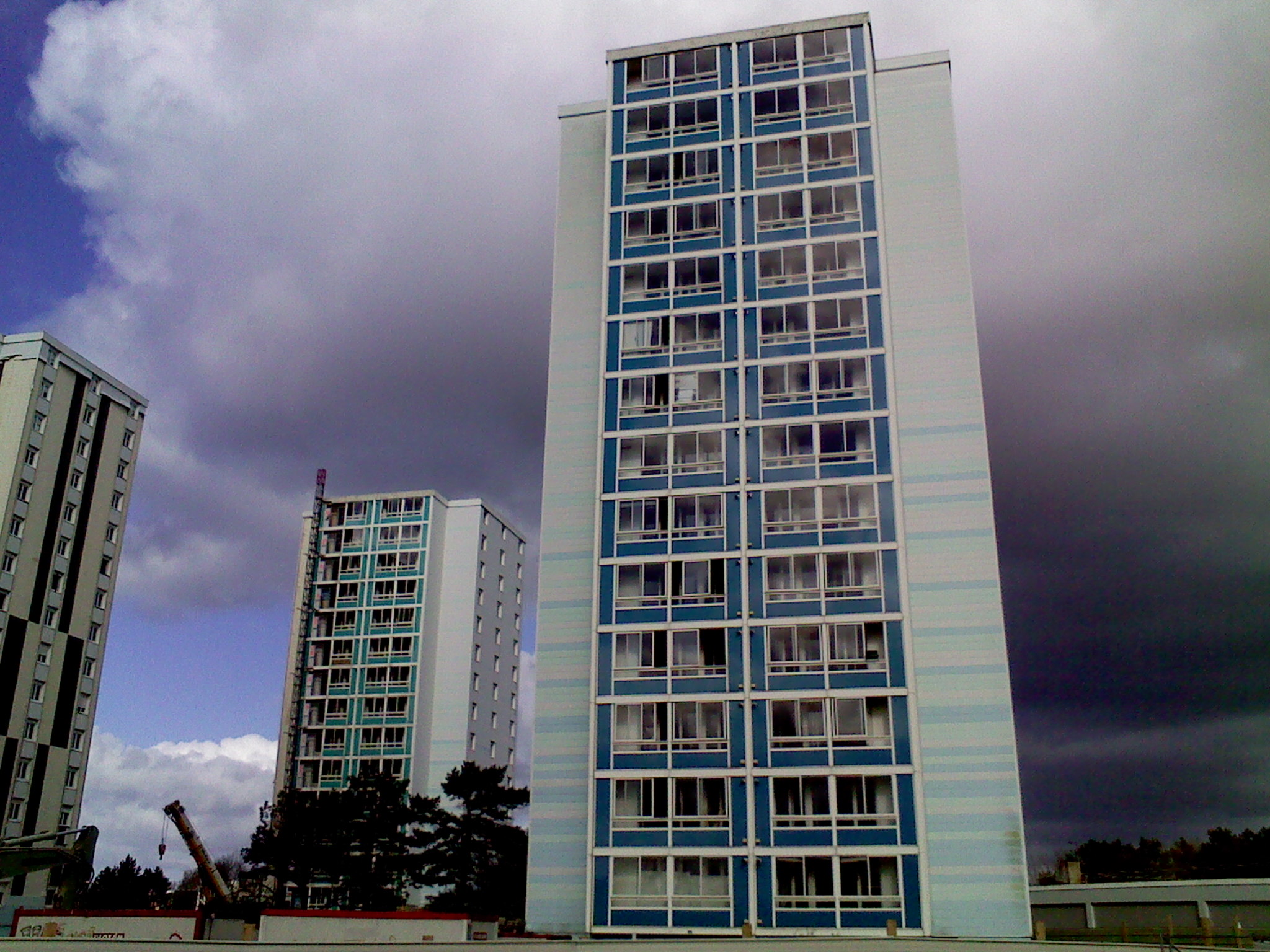
Tours de La Croix Saint-Lambert.

- 2002 : ouverture du complexe aquatique d'Aquabaie.
- 2004 : 100 000 personnes présentes à Saint-Brieuc pour voir l'arrivée du Tour de France cycliste.
- 2007 : organisation de plusieurs matchs du championnat du monde féminin de handball 2007.
- 2009 : 
  - organisation des Championnats de France de cyclisme sur route ;
  - inauguration du nouveau centre commercial « Les Champs » dans le centre-ville de Saint-Brieuc, avatar du renouveau de la centralité de la commune de Saint-Brieuc. Les pouvoirs publics ont encouragé sa construction après que le centre-ville a vu diminuer le nombre de ses fonctions et activités[92].
- 2010 : inauguration de l'Hermione (salle de congrès et de spectacles) et de la Cité de la Musique et de la Danse dans un ancien couvent rénové.

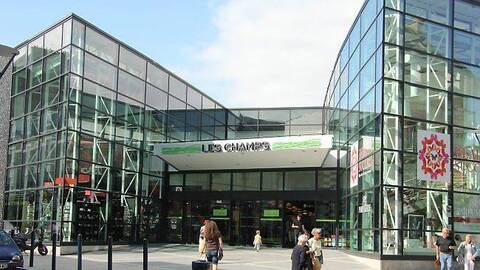
Centre commercial Les Champs.

- 2012 : démolition des tours de la Croix-Lambert.
- 2013 - aujourd'hui : construction de la ligne TEO.
- 2016 : réaménagement du parc des Promenades.
- 2017 : construction de la nouvelle passerelle de la gare SNCF.
- 2018 : réaménagement du parvis de la gare SNCF.
- 2021 : démolition des barres de Balzac.

### Histoire linguistique
Saint-Brieuc est actuellement presque uniquement francophone. Cependant avec 3 % de locuteurs bretons, le pays de Saint-Brieuc est le pays de Haute-Bretagne où l'utilisation de la langue bretonne est la plus fréquente.
Lieu de marchés et ville épiscopale, Saint-Brieuc fut en effet pendant sept siècles un lieu de rencontre de populations originaires des campagnes francophones et bretonnantes. Le gallo-roman a supplanté le breton dans la région de Saint-Brieuc dès le XIe ou XIIe siècle. Les évêques et les nobles du Penthièvre étaient probablement quant à eux déjà francophones à la fin du XIIIe siècle, tout comme les ducs de Bretagne.
En 1545, un marin de La Rochelle, Jean Fontenaud décrit dans sa cosmographie la Bretagne bretonnante comme partant de Saint-Brieuc et arrivant au Croisic (44) : « De Croisil à Saint-Brieuc, la Basse Bretagne est nation de gens sur soy et n'ont d'amitié à autres nulles nations. Sont gens de grand penne et travail. ».
En 1588, une carte décrit la limite entre langue bretonne et français à Binic. Il semble que les marins briochins aient conservé l'usage de la langue bretonne, à la différence du reste de la population, ou bien que Saint Brieuc fut une enclave bretonnante dans une campagne francophone.
En 1636, François-Nicolas Baudot Dubuisson-Aubenay indique dans son Itinéraire de Bretagne que la moitié des habitants connaît la langue bretonne en plus du français : « En la ville on parle moitié breton ; mais tout le monde scait françois ». À partir des années 1800, de nombreux bretonnants émigrent vers la commune, chef-lieu du département, contribuant à maintenir l'usage du breton dans la cité.
En 1843, dans leurs ajouts au Dictionnaire historique et géographique de la province de Bretagne les continuateurs de Jean-Baptiste Ogée indiquent qu'à Saint-Brieuc au milieu du XIXe siècle si l'« on parle le français », « le breton est familier aux classes ouvrières ».
Une enquête réalisée en 1988 a indiqué la présence d'environ 7 000 bretonnants dans l'agglomération briochine.

## Politique et administration

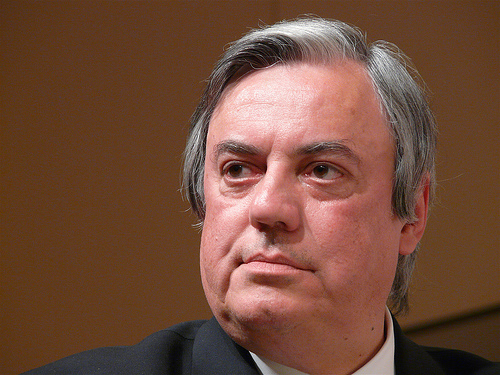
Bruno Joncour, ancien maire de la ville de 2001 à 2017.

Saint-Brieuc est chef-lieu du département des Côtes-d'Armor et de l'arrondissement de Saint-Brieuc. Elle fait également partie de Saint-Brieuc Armor Agglomération. En 2010, la commune de Saint-Brieuc a été récompensée par le label « Ville Internet @@@@ ».

### Tendances politiques et résultats

#### Récapitulatif de résultats électoraux récents
| Scrutin             | 1er tour | 1er tour | 1er tour | 1er tour | 1er tour | 1er tour | 1er tour | 1er tour | 1er tour | 1er tour | 1er tour | 1er tour | 2d tour     | 2d tour     | 2d tour     | 2d tour     | 2d tour     | 2d tour     | 2d tour     | 2d tour     | 2d tour     |
| Scrutin             | 1er      | 1er      | %        | 2e       | 2e       | %        | 3e       | 3e       | %        | 4e       | 4e       | %        | 1er         | 1er         | %           | 2e          | 2e          | %           | 3e          | 3e          | %           |
| ------------------- | -------- | -------- | -------- | -------- | -------- | -------- | -------- | -------- | -------- | -------- | -------- | -------- | ----------- | ----------- | ----------- | ----------- | ----------- | ----------- | ----------- | ----------- | ----------- |
| Municipales 2014    |          | MoDem    | 49,40    |          | PS       | 26,61    |          | FN       | 11,28    |          | EXG      | 9,24     |             | MoDem       | 54,97       |             | PS          | 32,99       |             | FN          | 12,02       |
| Européennes 2014    |          | UMP      | 22,45    |          | PS       | 16,77    |          | FN       | 13,54    |          | EELV     | 12,75    | Tour unique | Tour unique | Tour unique | Tour unique | Tour unique | Tour unique | Tour unique | Tour unique | Tour unique |
| Régionales 2015     |          | PS       | 36,78    |          | LR       | 22,44    |          | FN       | 15,40    |          | EELV     | 8,36     |             | PS          | 56,75       |             | LR          | 27,48       |             | FN          | 15,76       |
| Présidentielle 2017 |          | EM       | 30,44    |          | LFI      | 23,16    |          | LR       | 17,08    |          | FN       | 11,99    |             | EM          | 80,43       |             | FN          | 19,57       | Pas de 3e   | Pas de 3e   | Pas de 3e   |
| Législatives 2017   |          | MoDem    | 40,91    |          | LFI      | 13,95    |          | PS       | 12,20    |          | LR       | 11,09    |             | MoDem       | 59,64       |             | PS          | 40,36       | Pas de 3e   | Pas de 3e   | Pas de 3e   |
| Européennes 2019    |          | LREM     | 24,41    |          | EELV     | 17,99    |          | RN       | 14,58    |          | PP-PS    | 8,43     | Tour unique | Tour unique | Tour unique | Tour unique | Tour unique | Tour unique | Tour unique | Tour unique | Tour unique |
| Municipales 2020    |          | PS       | 31,80    |          | MoDem    | 21,27    |          | LREM     | 19,75    |          | ECO      | 8,91     |             | PS          | 59,89       |             | MoDem       | 40,11       | Pas de 3e   | Pas de 3e   | Pas de 3e   |

### Liste des maires
Vainqueur du second tour des élections municipales de 2020, à la tête d'une liste d'union de la gauche, le maire actuel de Saint-Brieuc est Hervé Guihard (Place publique). Il succède à Marie-Claire Diouron (UDI), élue en juillet 2017, à la suite de la démission de Bruno Joncour, devenu député de la 1re circonscription.
Ce dernier avait été élu en mars 2001, sa liste ayant obtenu au second tour 51,69 % des suffrages contre 48,31 % pour la liste menée par le candidat socialiste Michel Brémont. En mars 2008, sa liste avait été réélue au second tour avec 54,28 % des voix face à la liste menée par la députée socialiste Danielle Bousquet. Sa liste était arrivée en tête au premier tour avec 44,71 % des voix contre 40,12 % pour la liste menée par la candidate de l'opposition municipale.
Le 30 mars 2014, la liste MoDem menée par le maire sortant a été élue avec 54,97 % des voix, dans une triangulaire l'opposant à la liste menée par le candidat PS Didier Le Buhan (32,99 % des voix) et à la liste menée par le candidat FN Pierre-Yves Lopin (12,03 % des voix). La liste MoDem avait obtenu 49,4 % des suffrages au premier tour et était passée à 353 voix près d'une élection au premier tour. Bruno Joncour entame donc son troisième mandat consécutif.
Le 24 avril 2014, il a également été élu président de Saint-Brieuc Agglomération, pour six ans. Il succède à la socialiste Armelle Bothorel. Élu député, Bruno Joncour démissionne de la présidence de l'intercommunalité, en application de la loi sur le non-cumul des mandats. Marie-Claire Diouron lui succède et reste présidente jusqu'en juillet 2020.
| Période         | Période                 | Identité             | Étiquette      | Qualité |
| --------------- | ----------------------- | -------------------- | -------------- | --- |
| 6 août 1944     | octobre 1947            | Charles Royer        | UR             | Ingénieur et industriel, résistant Libération-Nord |
| octobre 1947    | mai 1953                | Jean Nicolas         | SFIO           | Instituteur puis économe |
| mai 1953        | mars 1959               | Victor Rault         | MRP            | Directeur administratif de société Député des Côtes-du-Nord (1re circ.) (1958 → 1962) Conseiller général de Saint-Brieuc-Nord (1955 → 1967) |
| mars 1959       | juillet 1962            | Raoul Poupard        | MRP            | Avocat |
| juillet 1962    | 30 août 1962            | Charles Royer        |                | Président de la délégation spéciale |
| 30 août 1962    | 6 décembre 1964 (décès) | Antoine Mazier       | PSU            | Professeur agrégé d'histoire Député des Côtes-du-Nord (1946 → 1958) Conseiller général de Saint-Brieuc-Sud (1958 → 1964) |
| décembre 1964   | 26 mars 1965            | Édouard Prigent      | PCF            | Professeur de lettres classiques, maire par intérim |
| 26 mars 1965    | 13 mars 1983            | Yves Le Foll         | PSU puis PS    | Professeur puis censeur, résistant FN - Maire honoraire (1983) Député des Côtes-du-Nord (1re circ.) (1967 → 1968 et 1973 → 1978) Conseiller général de Saint-Brieuc-Sud (1964 → 1982) |
| 13 mars 1983    | 24 mars 2001            | Claude Saunier       | PS             | Professeur d'histoire-géographie, maire honoraire (2009) Sénateur des Côtes-d'Armor (1989 → 2008) Conseiller régional de Bretagne (1976 → 1988) Conseiller général de Saint-Brieuc-Nord (1982 → 1989) Président du District du Pays de Saint-Brieuc (1992 → 1999) Président de la CA de Saint-Brieuc (1999 → 2001) |
| 24 mars 2001    | 11 juillet 2017         | Bruno Joncour        | UDF puis MoDem | Secrétaire administratif des affaires sanitaires et sociales Député des Côtes-d'Armor (1re circ.) (2017 → ) Conseiller régional de Bretagne (1986 → 2010) Président de la CA de Saint-Brieuc (2007 → 2008) Président de Saint-Brieuc Agglomération (2014 → 2016)                                                   |
| 11 juillet 2017 | 4 juillet 2020          | Marie-Claire Diouron | UDI            | Pharmacienne, première adjointe du précédent Présidente de Saint-Brieuc Armor Agglomération (2017 → 2020) |
| 4 juillet 2020  | En cours                | Hervé Guihard        | PP             | Cadre territorial 2e vice-président de Saint-Brieuc Armor Agglomération (2020 → ) |

### Découpage cantonal
La commune de Saint-Brieuc est divisée en deux cantons :

### Finances locales
Cette sous-section présente la situation des finances communales de Saint-Brieuc.
Pour l'exercice 2013, le compte administratif du budget municipal de Saint-Brieuc s'établit à 87 615 000 € en dépenses et 85 119 000 € en recettes :
En 2013, la section de fonctionnement se répartit en 67 913 000 € de charges (1 408 € par habitant) pour 71 540 000 € de produits (1 483 € par habitant), soit un solde de 3 627 000 € (75 € par habitant), :
- le principal pôle de dépenses de fonctionnement est celui des charges de personnels[Note 13] pour 42 622 000 € (63 %), soit 883 € par habitant, ratio supérieur de 20 % à la valeur moyenne pour les communes de la même strate (733 € par habitant). En partant de 2009 et jusqu'à 2013, ce ratio augmente de façon continue de 829 € à 883 € par habitant ;
- la plus grande part des recettes est constituée des impôts locaux[Note 14] pour une somme de 29 294 000 € (41 %), soit 607 € par habitant, ratio voisin de la valeur moyenne de la strate. Pour la période allant de 2009 à 2013, ce ratio augmente de façon continue de 494 € à 607 € par habitant.

Les taux des taxes ci-dessous sont votés par la municipalité de Saint-Brieuc. Ils ont varié de la façon suivante par rapport à 2012 :
- la taxe d'habitation égale 25,13 % ;
- la taxe foncière sur le bâti sans variation 27,90 % ;
- celle sur le non bâti constante 42,75 %.

La section investissement se répartit en emplois et ressources. Pour 2013, les emplois comprennent par ordre d'importance :
- des dépenses d'équipement[Note 16] pour un montant de 17 668 000 € (90 %), soit 366 € par habitant, ratio voisin de la valeur moyenne de la strate. Depuis 5 ans, ce ratio fluctue et présente un minimum de 224 € par habitant en 2011 et un maximum de 366 € par habitant en 2013 ;
- des remboursements d'emprunts[Note 17] pour une valeur totale de 1 409 000 € (7 %), soit 29 € par habitant, ratio inférieur de 70 % à la valeur moyenne pour les communes de la même strate (96 € par habitant).

Les ressources en investissement de Saint-Brieuc se répartissent principalement en :
- nouvelles dettes pour 2 962 000 € (22 %), soit 61 € par habitant, ratio inférieur de 44 % à la valeur moyenne pour les communes de la même strate (108 € par habitant). Sur la période 2009 - 2013, ce ratio fluctue et présente un minimum de 0 € par habitant en 2009 et un maximum de 167 € par habitant en 2011 ;
- subventions reçues pour 2 827 000 € (21 %), soit 59 € par habitant, ratio inférieur de 19 % à la valeur moyenne pour les communes de la même strate (73 € par habitant).

L'endettement de Saint-Brieuc au 31 décembre 2013 peut s'évaluer à partir de trois critères : l'encours de la dette, l'annuité de la dette et sa capacité de désendettement :
- l'encours de la dette pour une somme de 20 344 000 €, soit 422 € par habitant, ratio inférieur de 61 % à la valeur moyenne pour les communes de la même strate (1 092 € par habitant). Depuis 5 ans, ce ratio fluctue et présente un minimum de 278 € par habitant en 2009 et un maximum de 447 € par habitant en 2011[A2 5] ;
- l'annuité de la dette pour une somme de 1 820 000 €, soit 38 € par habitant, ratio inférieur de 71 % à la valeur moyenne pour les communes de la même strate (133 € par habitant). Sur les 5 dernières années, ce ratio fluctue et présente un minimum de 28 € par habitant en 2011 et un maximum de 167 € par habitant en 2012[A2 5] ;
- la capacité d'autofinancement (CAF) pour une somme de 5 825 000 €, soit 121 € par habitant, ratio inférieur de 30 % à la valeur moyenne pour les communes de la même strate (172 € par habitant). Depuis 5 ans, ce ratio fluctue et présente un minimum de 60 € par habitant en 2010 et un maximum de 149 € par habitant en 2012[A2 6]. La capacité de désendettement est d'environ 3 années en 2013. Sur une période de 14 années, ce ratio est constant et faible (inférieur à 4 ans)

En mai et juin 2016, une partie des agents administratifs de la commune sont en grève pour protester contre le projet du maire d'accroître leur temps de travail à 35 heures hebdomadaires. Le surcoût pour la commune de ce régime dérogatoire au droit commun est estimé à plus de 1,8 million d'euros par an (4,4 % des charges de personnel) pour les contribuables.

### Jumelages
| Saint-Brieuc Aberystwyth Agía Paraskeví Alsdorf Beit Mery Goražde Limbé Gabès Tannous |

La ville de Saint-Brieuc a signé des accords de jumelage avec :
- Aberystwyth (Pays de Galles) depuis 1973 ;
- Agía Paraskeví (Grèce) depuis 1993 ;
- Alsdorf (Allemagne) depuis 1970 ;
- Beit Mery (Liban) ;[réf. nécessaire]
- Goražde (Bosnie-Herzégovine) ;[réf. nécessaire]
- Limbé (Cameroun).[réf. nécessaire]

D'autre part, un accord de coopération décentralisée a été conclu avec les villes de :
- Gabès (Tunisie) ;
- Tannous (Liban).

## Population et société

### Démographie

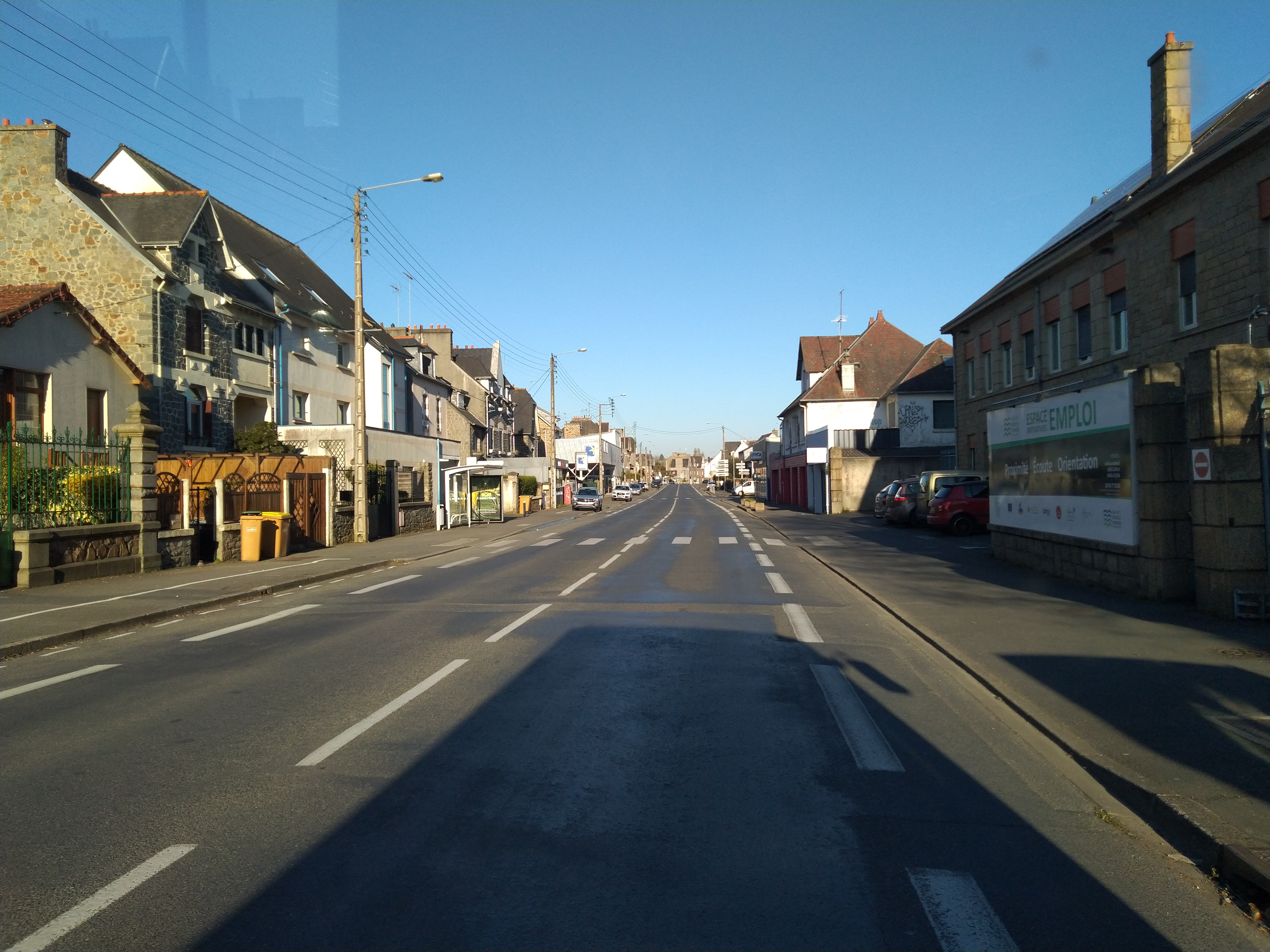

Ses habitants sont appelés les « Briochins » et les « Briochines ».
Saint-Brieuc est la cent-quarante et unième commune de France en nombre d'habitants avec 46 013 habitants.
En 2012, selon l'INSEE, la communauté d'agglomération de Saint-Brieuc compte 113 801 habitants, son aire urbaine 168 068 et son espace urbain 193 285.
L'évolution de la population de la seule commune de Saint-Brieuc est la suivante :

L'évolution du nombre d'habitants est connue à travers les recensements de la population effectués dans la commune depuis 1793. Pour les communes de plus de 10 000 habitants les recensements ont lieu chaque année à la suite d'une enquête par sondage auprès d'un échantillon d'adresses représentant 8 % de leurs logements, contrairement aux autres communes qui ont un recensement réel tous les cinq ans,.

En 2022, la commune comptait 44 607 habitants, en évolution de −0,87 % par rapport à 2016 (Côtes-d'Armor : +1,78 %, France hors Mayotte : +2,11 %).
| 1793  | 1800  | 1806  | 1821  | 1831   | 1836   | 1841   | 1846   | 1851   |
| ----- | ----- | ----- | ----- | ------ | ------ | ------ | ------ | ------ |
| 7 335 | 8 394 | 9 000 | 9 956 | 10 420 | 11 313 | 12 484 | 13 239 | 12 813 |

| 1856   | 1861   | 1866   | 1872   | 1876   | 1881   | 1886   | 1891   | 1896   |
| ------ | ------ | ------ | ------ | ------ | ------ | ------ | ------ | ------ |
| 14 888 | 15 341 | 15 812 | 15 253 | 16 355 | 17 833 | 19 240 | 19 948 | 21 665 |

| 1901   | 1906   | 1911   | 1921   | 1926   | 1931   | 1936   | 1946   | 1954   |
| ------ | ------ | ------ | ------ | ------ | ------ | ------ | ------ | ------ |
| 22 198 | 23 041 | 23 945 | 24 511 | 26 043 | 28 320 | 31 640 | 36 674 | 37 670 |

| 1962   | 1968   | 1975   | 1982   | 1990   | 1999   | 2006   | 2011   | 2016   |
| ------ | ------ | ------ | ------ | ------ | ------ | ------ | ------ | ------ |
| 43 142 | 50 281 | 52 559 | 48 563 | 44 752 | 46 087 | 46 437 | 46 173 | 44 999 |

| 2021   | 2022   | - | - | - | - | - | - | - |
| ------ | ------ | - | - | - | - | - | - | - |
| 44 224 | 44 607 | - | - | - | - | - | - | - |

### Enseignement

#### Enseignement primaire et secondaire

##### Enseignement primaire
Pour la rentrée 2007, Saint-Brieuc compte douze écoles maternelles dont onze publiques et une privée et treize écoles élémentaires dont quatre publiques et huit privées ainsi qu’une école bilingue français/breton.
Il existe une école associative Diwan qui scolarise 67 élèves à la rentrée 2018.

##### Enseignement secondaire
La commune compte huit collèges et huit lycées.

#### Enseignement supérieur
Chaque année, 6 000 étudiants se répartissent dans les 130 formations d'enseignement supérieur constituant le pôle d’enseignement supérieur de Saint-Brieuc.

##### Universités
Sur le campus Mazier, Saint-Brieuc possède un pôle universitaire qui est constitué d'antennes de l'université de Rennes 1 depuis 1987 et Rennes 2 depuis 1991.
Aujourd'hui, le campus universitaire abrite des UFR — facultés — des universités de Rennes 1 et Rennes 2, ainsi qu'un IUT et l'IFPS. À la rentrée 2020, l'ensemble de ces établissements totalisent 2 460 étudiants.

##### Classes préparatoires aux grandes écoles
Quatre classe préparatoires aux grandes écoles sont installées à Saint Brieuc : une CPGE littéraire au lycée Ernest-Renan (quartier Saint-Michel), une CPGE scientifique au lycée Rabelais (quartier de Gouédic), une CPGE technologique au lycée Chaptal (quartier Ginglin), et une classe préparatoire aux écoles supérieures d'art à l'École des Beaux-Arts Émile-Daubé.

##### Offre des secteurs sanitaire et social
Chaque année, 480 étudiants poursuivent des études dans le secteur sanitaire et social au sein de deux établissements : Askoria, organisme de formation aux métiers de l’intervention sociale de France et l'IFPS, l'institut de formation intégré au centre hospitalier.

##### Offre consulaire et descentres de formation d'apprentis(CFA)
La chambre de commerce et d'industrie (CCI) et l'école supérieure du management des risques et de la performance (IEQT) proposent des formations professionnelles continues.

#### Enseignement dubreton
À la rentrée 2017, 4 % des enfants de la commune étaient inscrits dans le primaire bilingue.
L'école Diwan Sant Brieg, offrant un enseignement bilingue français-breton, a été créée en 1979. Elle fut l'une des premières écoles bilingues français-breton de Bretagne.
Une classe bilingue publique a été ouverte en l'an 2000.
Depuis 2008, il est possible de poursuivre un enseignement bilingue français-breton au collège Jean Macé.
Les étudiants de l'IUFM de Saint-Brieuc peuvent suivre des cours de breton depuis 2004.

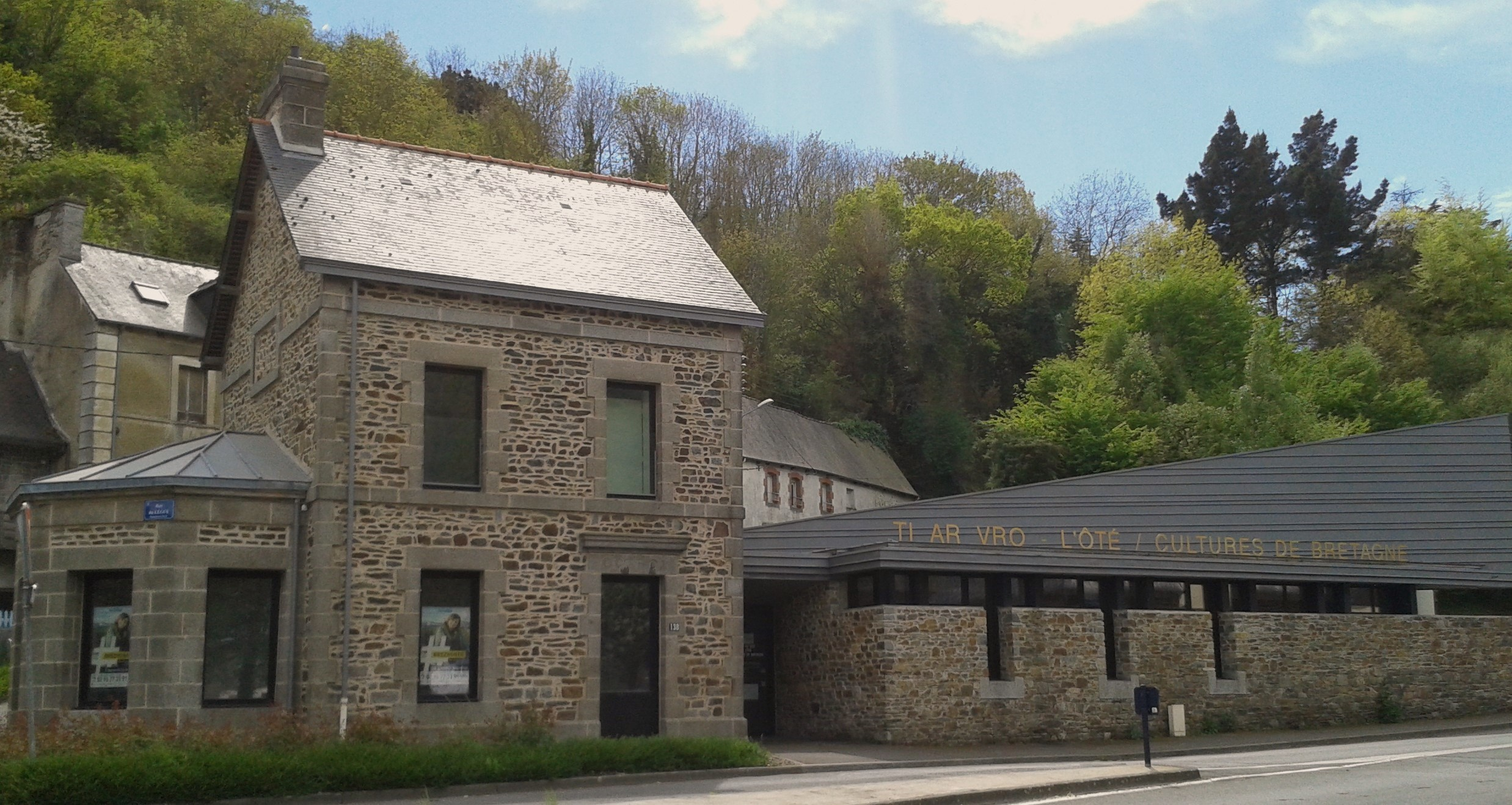
La fédération Telenn promeut la culture bretonne et dispense des cours de breton au sein de Ti ar vro - L'Oté.

Des cours du soir pour adultes existent à Saint-Brieuc depuis plus de 40 ans, au centre culturel Abhervé, à l'Office des retraités de Saint-Brieuc, ainsi que par Telenn dans tout le pays de Saint-Brieuc notamment au Ti ar Vro - L'Oté.
La maison d'édition des écoles de langue bretonne, Ti embann ar skolioù (TES), est basée au Centre Départemental de Documentation Pédagogique (CDDP), à Saint-Brieuc.

### Santé
Le principal établissement de santé de la ville est le centre hospitalier de Saint-Brieuc composé de l'hôpital Yves-Le Foll et du centre gériatrique des Capucins. Le centre hospitalier de Saint-Brieuc, centre référent du secteur sanitaire 7, est le 3e établissement de santé breton derrière les CHU de Rennes et de Brest. Il dispose d'un pavillon de la femme et de l'enfant. L'offre de santé est complétée par :
- l'hôpital privé de Plérin[138] ;
- la clinique armoricaine de radiologie, seul centre costarmoricain pour le traitement des tumeurs par radiothérapie.

## Économie
La commune de Saint-Brieuc et son agglomération proche représentent le poumon économique des Côtes d’Armor. La ville bénéficie de nombreux avantages économiques :
- des axes de communications majeurs permettant une interconnexion rapide avec les principales villes de Bretagne (Rennes en 1 h et Brest en 1 h 30 ;
- une facilité d’accès à l'agglomération parisienne avec la mise en place, fin 2018, de la LGV permettant de relier Paris en 2 h 15 ;
- une offre en formation supérieure de qualité au travers d'un IUT, des BTS, des cycles universitaires et un campus numérique permettant à plus de 6 000 jeunes de se former aux métiers de demain[140] ;
- deux pôles d’excellence développés autour d'une technopole des sciences du vivant et de l’automobile.

Si le territoire Saint-Brieuc est reconnu pour la qualité de sa filière agro-alimentaire et la présence de plusieurs groupes industriels (Hendrix Genetics, Nutraveris, Néolait, Novogen, Hubbard, Ovoteam, Lisi Aerospace, Max Sauer), la commune développe également depuis plusieurs années les activités liées à l’économie de la mer, avec notamment la réhabilitation du port du légué et se positionne pour accueillir la nouvelle économie numérique en rejoignant Les labels French Tech, Saint-Brieuc Bay et Territoire d'Industrie.
La ville favorise le déploiement de son réseau fibre avec fin 2019 un taux de locaux raccordables compris entre 50 % et 80 %.
Enfin, Saint-Brieuc a mis en place d’importants travaux de réhabilitation en s’appuyant sur l’action nationale « cœur de ville » et en améliorant l’aménagement de la ville au travers d'un programme de requalification de son espace urbain tout en apportant un nouveau regard sur l'ensemble des déplacements dans l'agglomération briochine. En effet, les chiffres fournis par l'Institut pour la Ville et le Commerce révèlent qu'encore en 2016, le centre-ville de Saint-Brieuc pâtit d'une vacance commerciale excédant les 15 %. La municipalité a alors entrepris dès 2000 la construction d'un centre commercial, celui des Champs, au cœur du centre-ville afin d'y reconduire la centralité économique et commerciale. C'est au terme de cinq années de négociations qu'est signée la validation du projet des Champs, fruit d'une action conjointe entre le maire souhaitant redynamiser un centre-ville en perte de vitesse et des promoteurs fournissant leurs services pour mener à bien l'exécution du projet.
Ainsi, en s’appuyant sur TEO, ligne de bus traversant Saint-Brieuc d'est en ouest avec un haut niveau de service, la ville déploie une interconnexion entre l'ensemble des modes de déplacements doux, les autres lignes de bus, le train et la voiture. Tous ces projets développent et renforcent la cohésion urbaine et sociale de la ville en connectant les quartiers, les zones d'emploi et le cœur de l'agglomération.

### Activités économiques

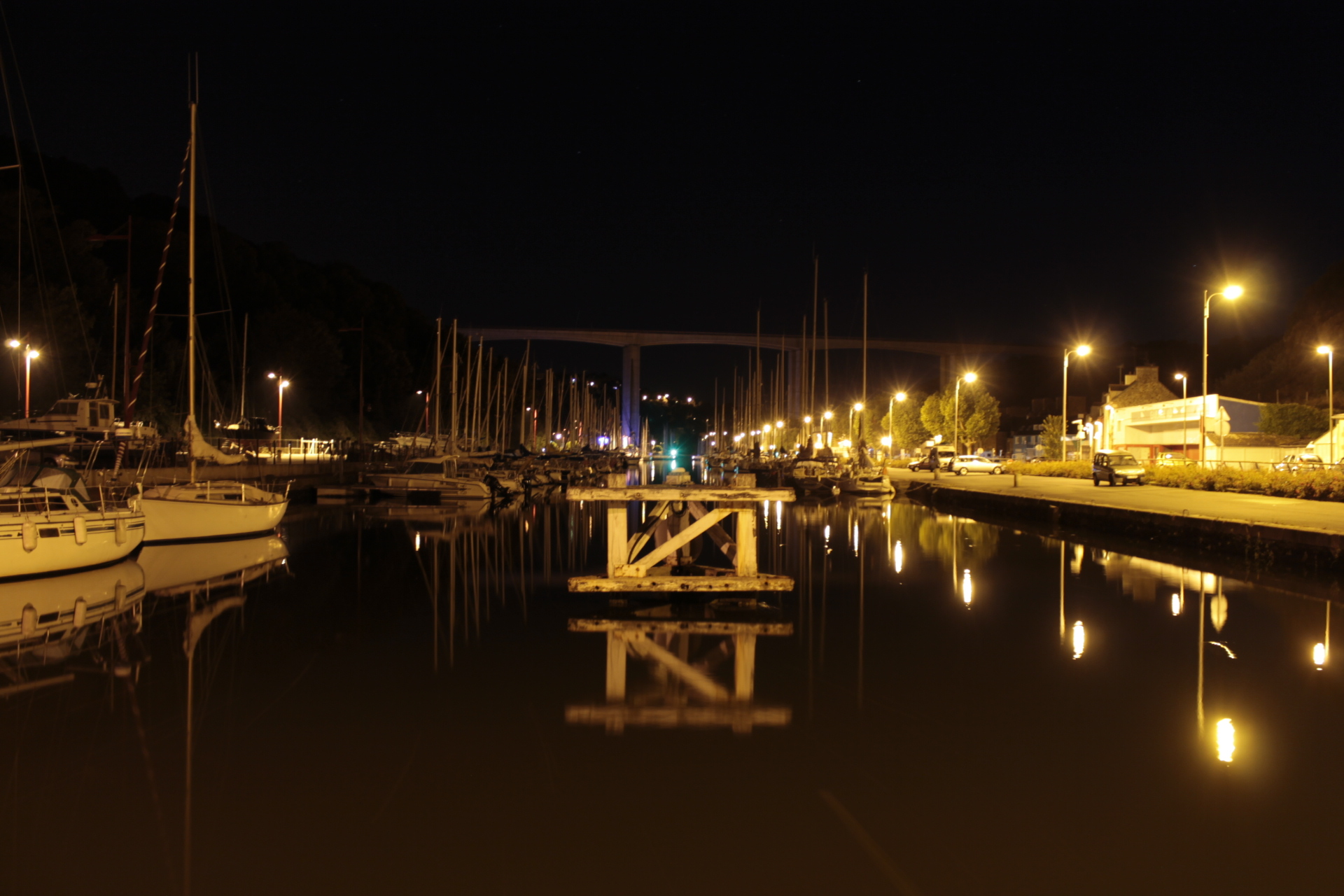
Port du Légué de nuit.

Commune maritime, Saint-Brieuc développe son port de pêche, de commerce et de plaisance et les activités qui y sont liées avec l'aide de Saint-Brieuc Armor Agglomération. Saint-Brieuc a pour code SB, selon la liste des quartiers maritimes.
Outre les fonctions administratives et commerciales, les principales activités économiques sont :
- métallurgie (Manoir Industrie) ;
- brosserie (Bullier, Raphaël) ;
- industrie alimentaire (Euralis, anciennement Stalaven) ;
- chimie (Hutchinson, anciennement Le Joint Français, filiale de Total) ;
- banque (Crédit Agricole[150]).

Parmi les entreprises réalisant plus de 500 M€ de chiffre d'affaires et ayant leur siège dans la commune, on peut citer Bodemer (distribution automobile) et Cerp (commerce en gros de médicaments).
Saint-Brieuc est le siège de la Chambre de commerce et d'industrie des Côtes-d'Armor qui gère notamment :
- le port du Légué ;
- l'aéroport de Saint-Brieuc Armor[151].

### Technopôles

#### Zoopôle
Situé sur Ploufragan, il regroupe environ 800 personnes qui travaillent dans plus de 50 organismes privés ou publics, spécialisés dans la production et la santé animales, la micro-biologie alimentaire ou l'hygiène, notamment des installations de l'ANSES (Agence nationale de sécurité sanitaire de l'alimentation, de l'environnement et du travail), le LDA (Laboratoire de Développement et d'Analyse des Côtes-d'Armor ; 220 spécialistes en matière de biologie) ou des organismes de formation.

#### Véhipôle
Les principaux employeurs sont :
- l'hôpital Yves-Le Foll,
- le Joint Français.

## Culture locale, patrimoine et tourisme

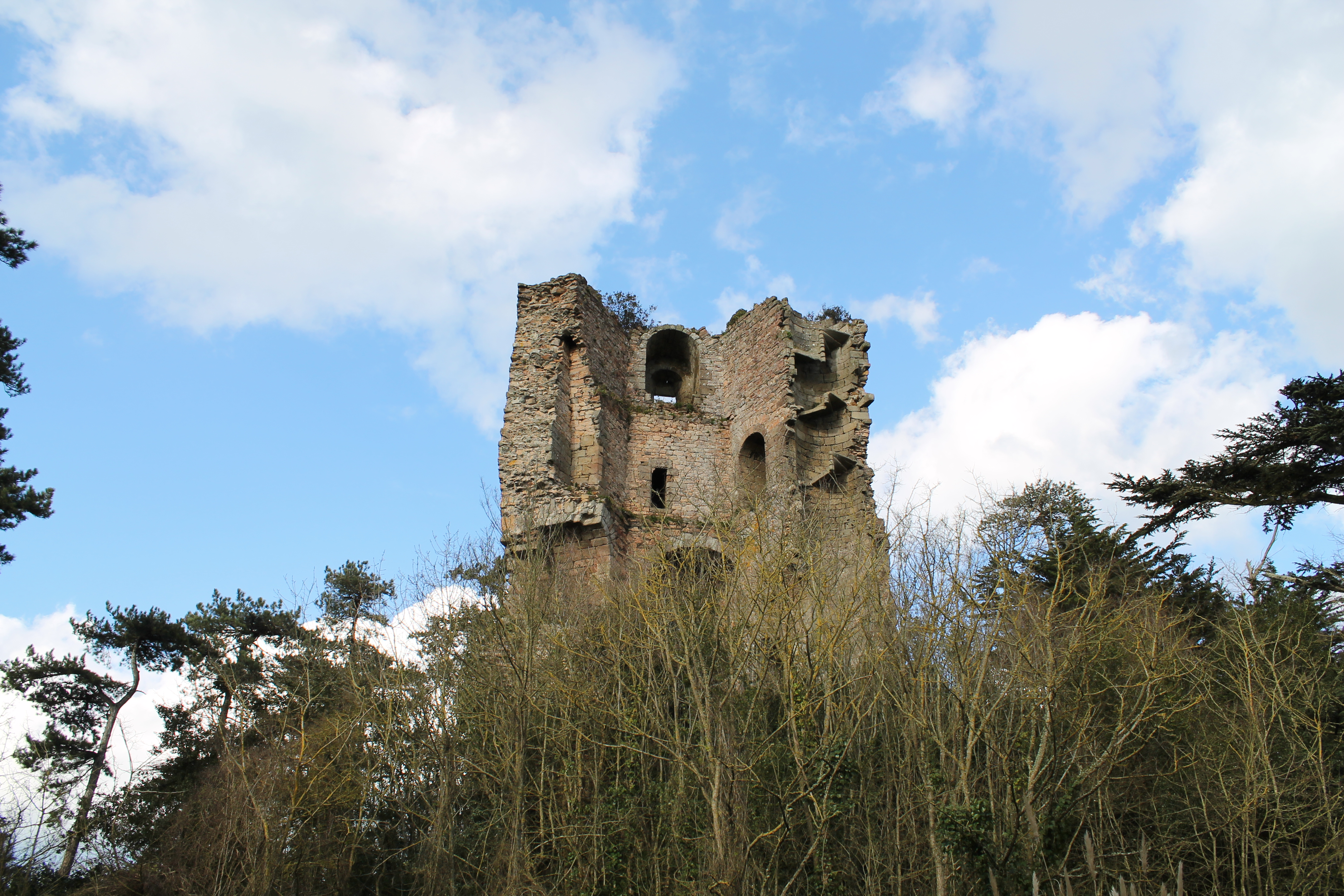
Tour de Cesson.

Les conseillers en séjour de l'Office de tourisme et des congrès de la Baie de Saint-Brieuc proposent différents supports pour guider les visiteurs dans la découverte du patrimoine de la ville et de l'Agglomération briochine (éditions, visites guidées, conseils personnalisés pour préparer son séjour, etc.).
Pour toutes informations concernant la culture et le tourisme de la commune : article sur Wikivoyage.

### Édifices civils
- Tour de Cesson

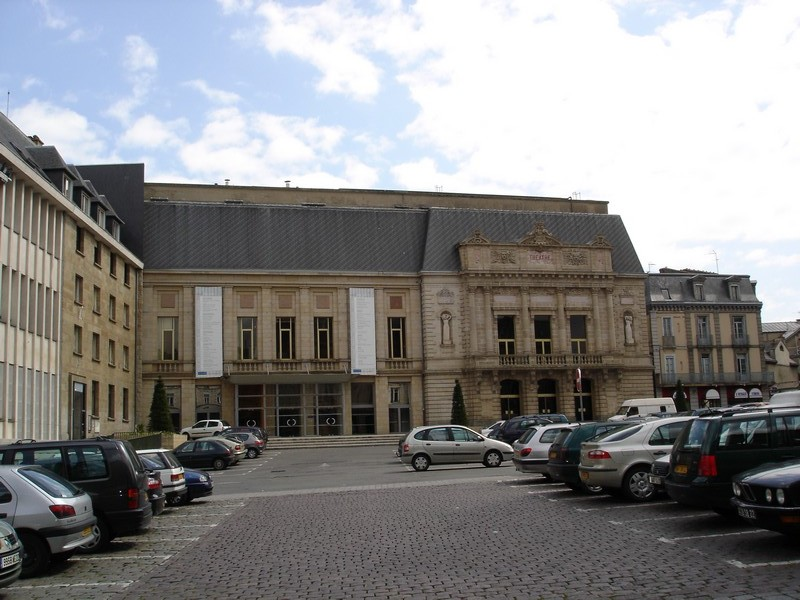
La passerelle et le théâtre à l'italienne.

- Fresques peintes en 1938 par Théophile Lemonnier à la coupole de la rotonde du lycée Ernest Renan : La Poésie; Les Lettres; L'Histoire; La Géographie; Les Sciences; La Chimie;  La Physique; Les Arts[153]
- La bibliothèque de Saint-Brieuc (1794-1863)[154].
- Le théâtre à l'italienne, place de la poste, dont les bas-reliefs en façade d'attique sont de Paul Guibé.
- Le musée d'art et d'histoire, installé depuis 1986 dans les locaux de l'ancienne gendarmerie propose son exposition permanente et une aile d'exposition temporaire.
- La mairie.
- La caisse d'épargne, rue de Rohan 1909.
- La gare, construite en 1863, rénovée en 1931, 1988 et 2006. Elle est desservie par des TGV pour Paris et Brest, des TER vers Brest, Rennes, Dinan, Lannion, etc.
- Le viaduc ferroviaire du Gouédic.
- L'ancienne gare routière, le viaduc de Toupin (architecte Louis Harel de la Noë).

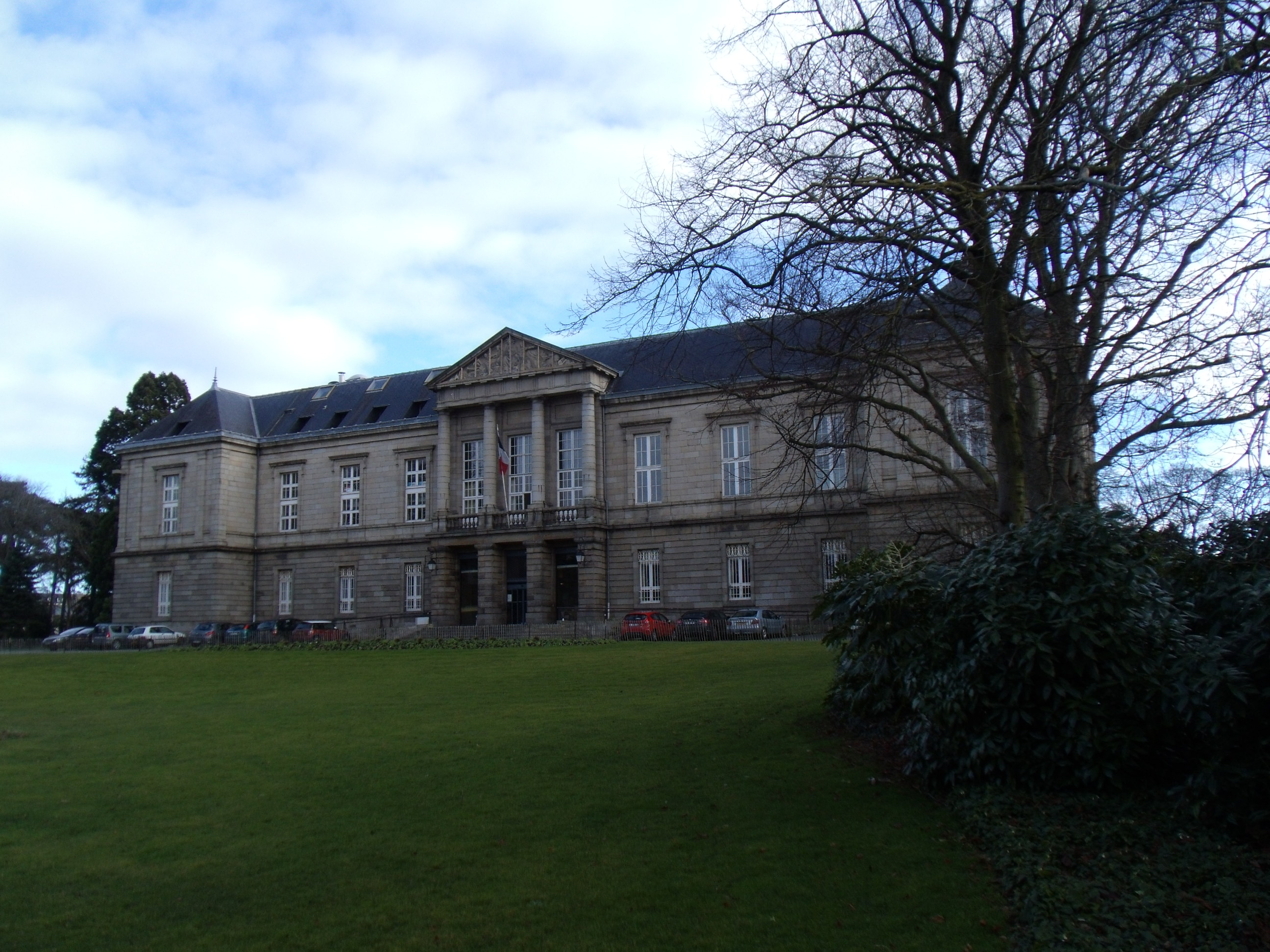
Le tribunal.

- Le tribunal, construit par Alphonse Guépin en 1863[155].
- La villa de Rohannec'h (1910) et son parc.
- L'ancien magasin « Les Nouvelles Galeries », place Du Guesclin.
- L'immeuble de l'ancienne « Imprimerie Prud'homme », place du général de Gaulle.
- Les rues piétonnes.
- Les maisons en pans de bois, notamment rue Fardel, place au Lin, rue Pohel, rue Quinquaine et rue de Gouët (Hôtel dit des Ducs de Bretagne, 1572 ; maisons de la Barrière et Le Ribault, XVIe siècle).

- L'Hôtel de Bellescize (XVIIe siècle)

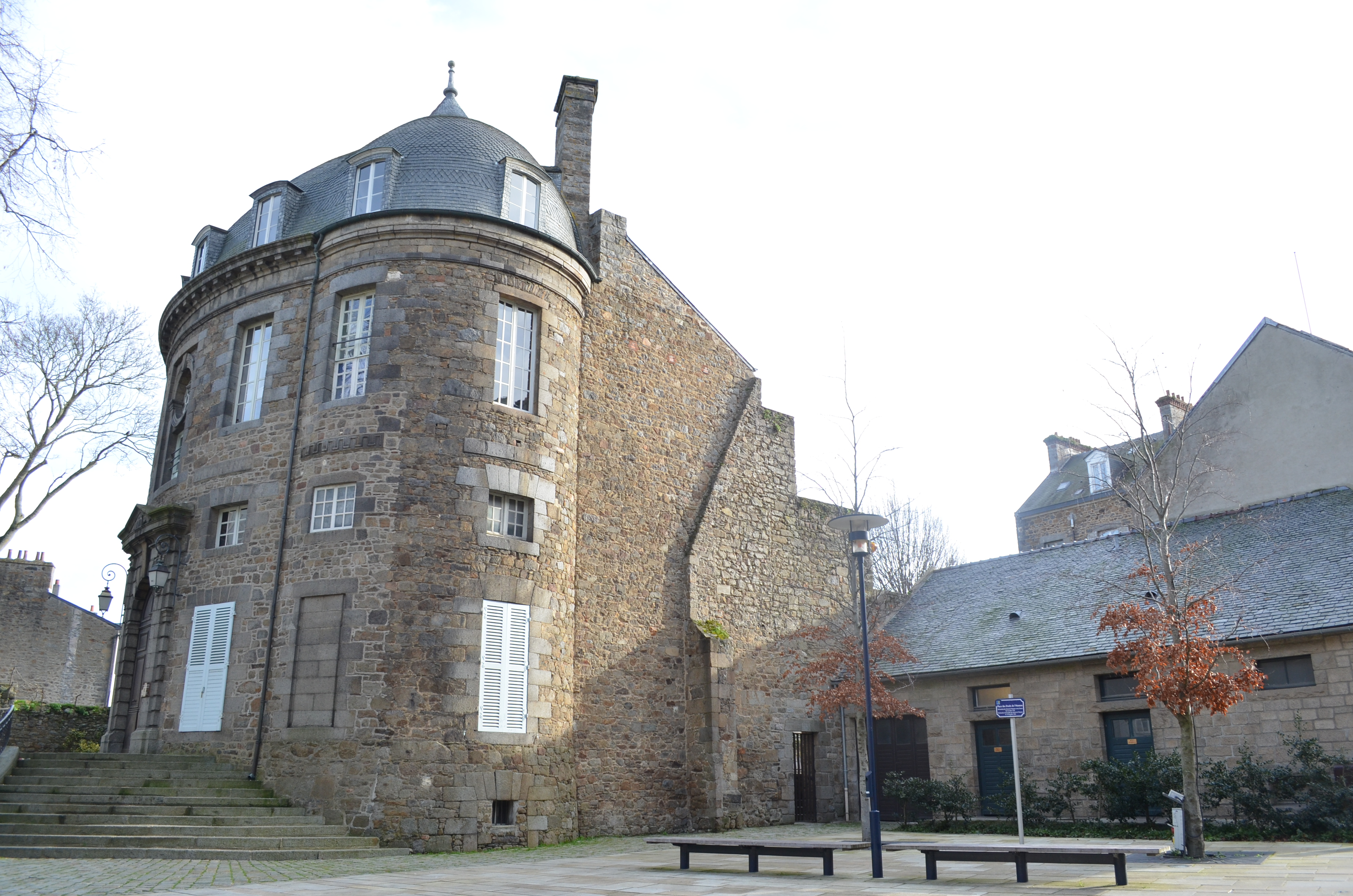
L'hôtel de Bellescize (XVIIe siècle).

- La tour de l'Hôtel du Saint-Esprit (ancienne Maison des Filles du Saint-Esprit) du XVIe siècle[156]
- Le pigeonnier du jardin du Colombier (XVe – XVIe siècle)

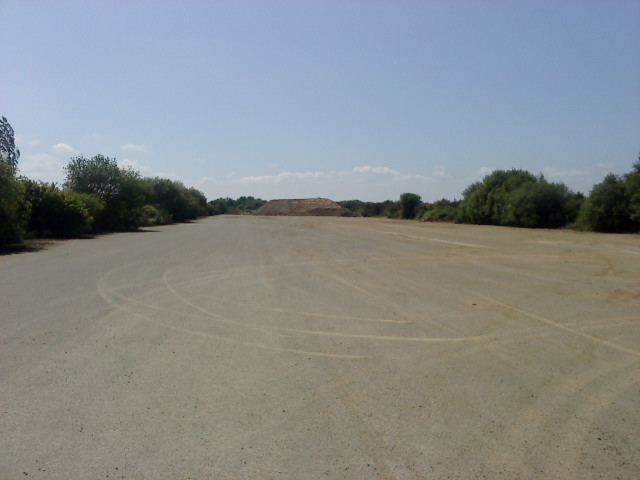
Ancien aérodrome des Plaines-Villes.

- L'Aérodrome des Plaines-Villes (1937)

De nombreux monuments anciens ont été détruits dans les années 1920 et 1930, bien que classés ou inscrits ISMH, notamment l'hôtel de Rohan (XVe), les maisons des rues Saint-Jacques (hôtels de Saint-Georges et de Turnegouët, XVe), de la rue aux Toiles (XVe), diverses maisons rue Fardel, le manoir de Port-Favigo et son grenier à sel (XVIe).

### Édifices religieux

#### Catholiques
- La cathédrale Saint-Étienne de Saint-Brieuc, place De Gaulle (XIe siècle - XVIIIe siècle). Cette cathédrale est l'une des neuf cathédrales historiques de Bretagne. La tour nord est construite au début du XIIIe siècle[157]. Après un incendie, le chœur et la nef sont reconstruits entre 1354 et 1357. Les voûtes du bas-côté datent de 1735, et les voûtes hautes de 1879[158]. La cathédrale est équipée d'un orgue Cavaillé-Coll[159], du nom d'un des facteurs d'orgue les plus réputés du XIXe siècle[160]. On trouve un orgue similaire en l'église Saint-Sulpice, à Paris[161].
- La basilique Notre-Dame-d'Espérance de Saint-Brieuc, place Saint-Pierre (1854 - 1877)
- L'église Saint-Michel, place Saint-Michel (1837 - 1841), première paroisse historique de Saint-Brieuc[162].
- L'église Sainte-Anne-de-Robien, boulevard Hoche : construite entre (1908 - 1910) par l’architecte Courcoux. Elle était destinée aux ouvriers des forges.
- L'église du Sacré-Cœur-des-Villages, rue de Penthièvre (1910 -1911), édifice néo-gothique de l'architecte Le Guerranic[163]
- L'église Sainte-Thérèse, place Sainte-Thérèse, construite entre (1929 - 1932) par l'architecte James Bouillé[164].
- L'église Saint-Yves, rue du Vieux-Puits : construite en 1965 par l’architecte Louis Arretche. Ses vitraux sont de Jean-Pierre Le Bihan, de Quimper.
- L'église Saint-Ignace, rue de la République-de-Cesson.
- L'église Saint-Guénolé, rue Gernugan-de-Ginglin.
- L'église Saint-Vincent-de-Paul, rue Théodore-Botrel.
- La chapelle Notre-Dame-de-la-Fontaine, rue Ruffelet du XVe siècle
- La chapelle Saint-Guillaume, place Saint-Guillaume (1852 - 1856), renferme deux grandes toiles marouflées du peintre briochin Joseph-René Gouézou, peintes en 1876 et représentant Saint-Brieuc prêchant la morale chrétienne en Bretagne, et : Saint Guillaume consolant et écoutant son peuple[165].
- La chapelle, rue Corderie (maison de retraite Le Cèdre).
- La chapelle Saint-Brieuc-des-Iffs, rue du 71e Régiment-d'Infanterie (collège Anatole-Le Braz).
- La chapelle de la Providence, rue des Lycéen- Martyrs (espace La Mennais).
- La chapelle du grand séminaire, 24 rue de Genève.
- La chapelle Saint-Gilles, avenue Louis-Loucheur (ruines).
- La chapelle Notre-Dame-des-Grâces des Pères Maristes, rue du Vieux-Séminaire.
- La chapelle Saint-Hilaire, rue de Brocéliande.
- La chapelle du lycée Saint-Charles, rue Cordière.
- La chapelle, rue des Capucins (centre Gériatrique des Capucins).
- La petite chapelle, rue des Capucins.
- La chapelle, rue des Capucins (maison de retraite des Filles du Saint-Esprit).
- La chapelle Saint-Augustin, rue Vicairie (aujourd'hui détruite).
- Le Nouveau Séminaire à Cesson (Art Déco).

#### Protestants
- Le temple protestant de Saint-Brieuc, rue Victor-Hugo, construit en 1908[166].
- L'église évangélique pentecôtiste, rue Félix le Dantec.
- L'église protestante évangélique, rue de Niépce.
- L'église de Jésus-Christ des saints des derniers jours, rue Ferdinand-Lessepes.

#### Autres religions
- La mosquée de Saint-Brieuc, rue de Gernugan.

### Sculptures

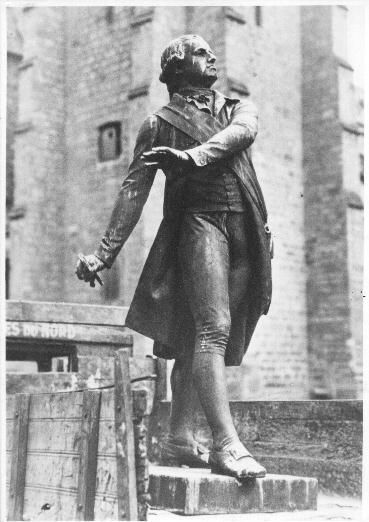
Statue de Poulain Corbion.

- Émile Armel-Beaufils. Anatole Le Braz. Rond-point Huguin
- Balavoine. Nombreux monuments funéraires[167]. Cimetière Saint Michel
- Paul Le Goff. L’homme émergeant de la matière. Les Promenades
- Pierre Ogé.
  - Monument aux morts de 1870 (cimetière de l'Ouest)
  - Statue de Poulain Corbion (fondue en 1942, dans le cadre de la mobilisation des métaux non ferreux)
- Francis Renaud.
  - Monument aux morts. Les Promenades
  - Monument aux lycéens martyrs, hommage aux résistants du lycée Anatole-Le-Braz, dans la cour du collège Anatole-Le Braz.
- Élie Le Goff. Auguste de Villiers de L'Isle-Adam. Les Promenades
- Bernard Potel. Fulgence Bienvenüe. Gare TGV, voie A
- Buste de François Mitterrand. Devant la gare
- Paul Guibé.
  - Chaire monumentale et Mausolée du Chanoine Prud'Homme dans l'église Notre-Dame de l'Espérance.
  - Caveau de la famille Collin dans l'église Notre-Dame de l'Espérance.
  - La comédie - La Tragédie Attique en façade du petit Théâtre à l'italienne
- Sculpture représentant le lycée Chaptal dans la cour du lycée Chaptal.

### Patrimoine environnemental

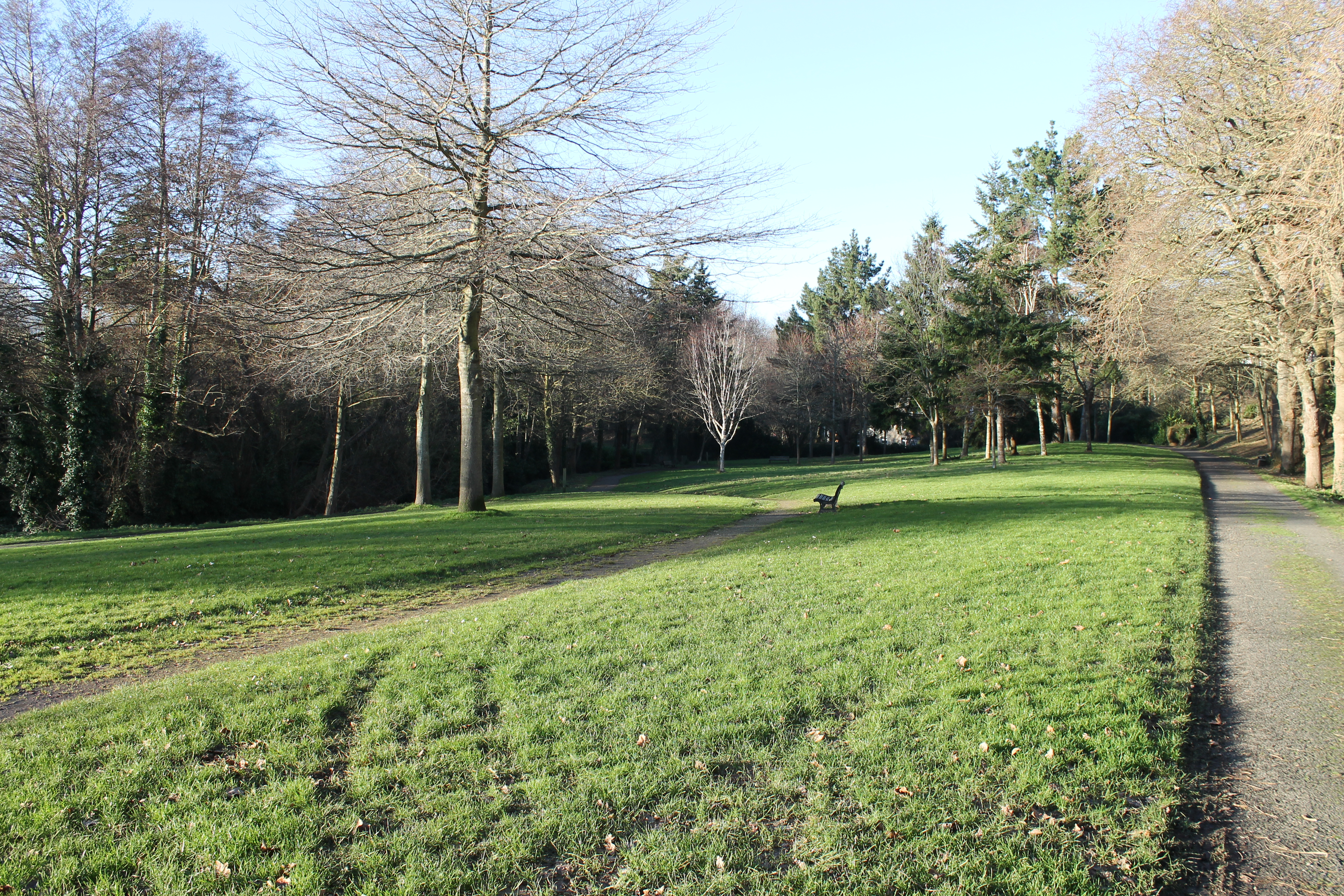
Parc du moulin au chaix.

La ville de Saint-Brieuc a obtenu quatre fleurs en 2019 au concours des villes et villages fleuris.
- Les vallées du Gouédic et du Gouët
- La vallée de Douvenant
- Le port de plaisance de pêche et de commerce
- La baie de Saint-Brieuc (réserve naturelle)
- Le jardin et la roseraie de Ty Coat
- Le parc des Promenades
- Le parc de la villa Rohannec'h
- L'arboretum de la ville

### Lieux de culture
- Ti ar Vro Sant Brieg : Fédération des associations culturelles bretonnes du pays de Saint Brieuc.
- La Passerelle, scène nationale de théâtre, musique et danse[169].
- Bonjour Minuit (anciennement La Citrouille), scène de musiques actuelles (420 places) aux villages[170].
- La MJC du Plateau[171] : danse, musique, langues…
- L'Amicale Laïque[172] : langues étrangères, encadrement d'art, théâtre, sports collectifs, sports individuels, centre de loisirs, etc.
- Hermione (330 m2, 1 500 places assises, 2 400 debout, 2 000 m2 de hall d’exposition, possibilité de restaurer 1 200 personnes).
- Le Musée d'Art et d'Histoire de Saint-Brieuc : un pavillon des expositions permanentes et un pavillon des expositions temporaires.
- La Salle de Robien
- La Villa Carmélie, Cité de la Musique, de la Danse et des Arts
- Théâtre de Folle Pensée
- Maison du Théâtre Pour le Jeune Public/Gazibul théâtre
- Compagnie des Petits Molières en Folie
- Compagnie Fiat Lux
- Compagnie du Chien Bleu
- Compagnie Quai Ouest
- Théâtre du Totem
- Théâtre des Tarabates
- 2 cinémas (un multiplex en périphérie[173])
- Le Carré Rosengart au Port du Légué (activités économiques, commerciales, culturelles et services centrées sur la mer)
- Les 3 bibliothèques municipales de Saint-Brieuc : la bibliothèque principale du centre-ville, la bibliothèque du quartier de la Croix St-Lambert, la bibliothèque du quartier de Cesson.
- La Maison Louis Guilloux : lieu de rencontres autour de la littérature contemporaine
- Les Archives Municipales : ouvertes au public pour des consultations, recherches généalogiques, recherches historiques et expositions[174].
- L'École des beaux-arts de Saint-Brieuc.

### Langues de Bretagne
L'adhésion à la charte Ya d'ar brezhoneg (Oui à la langue bretonne) a été votée par le conseil municipal le 21 octobre 2019 pour une signature de la charte le 18 décembre 2019.
L'adhésion à la charte du galo Dam yan, dam vèr (du gallo oui bien sûr) a été votée par le conseil municipal le 15 février 2021 pour une signature de la charte le 5 juin 2021.
Depuis septembre 2021, la ville dispose de 22 panneaux trilingues entrée/sortie de ville (11 panneaux d'entrée et 11 panneaux de sortie) indiquant à taille et police égales « Saint-Brieuc / Sant Brieg / Saint-Berieu ». Depuis cette date, l'éditorial du magazine municipal « le Griffon » est trilingue, la communication de certains événements culturels (Journées Européennes du Patrimoine) inclut désormais du breton et du gallo.

### Briochins célèbres

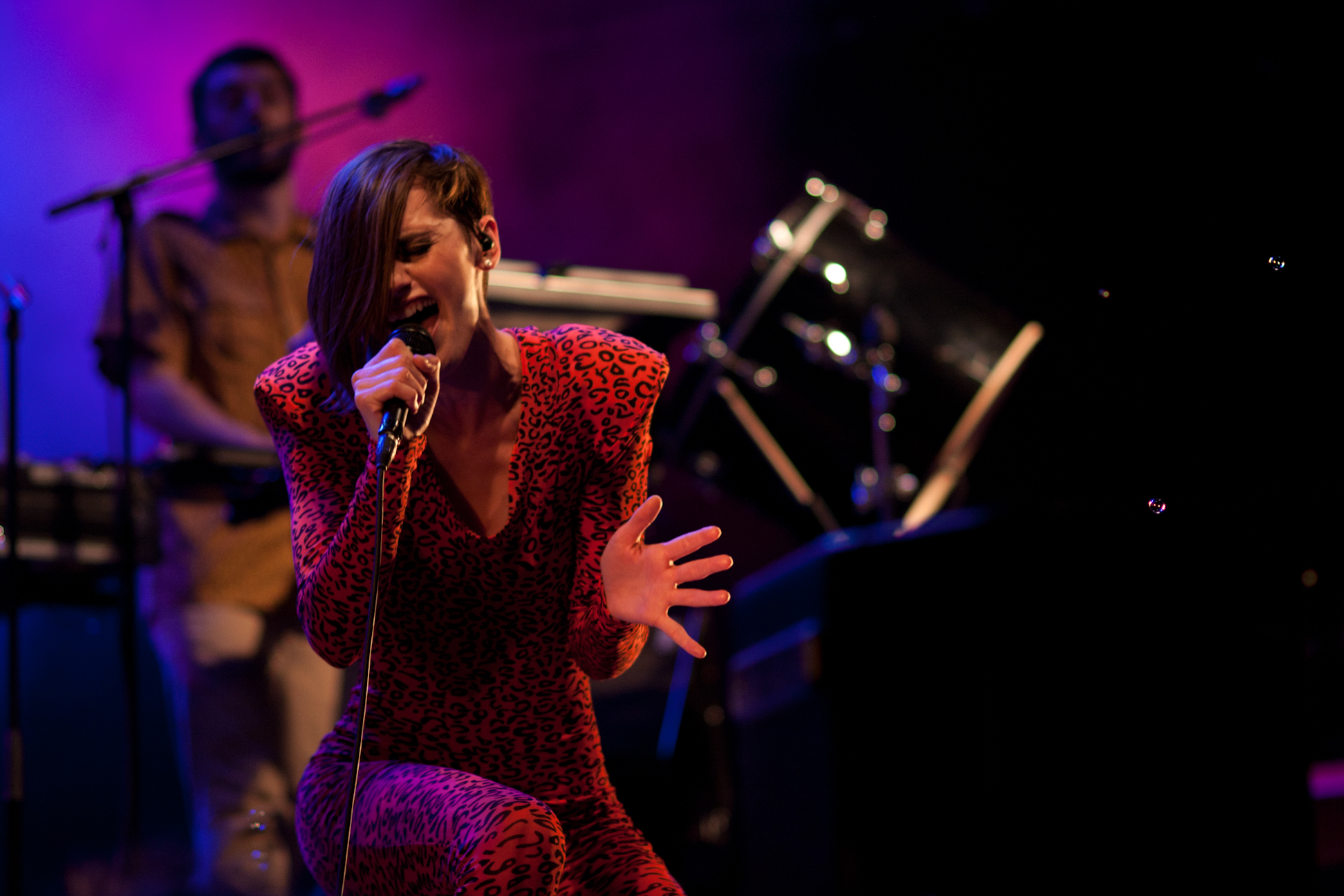
Yelle.

Un nombre important de personnalités a vu le jour à Saint-Brieuc : parmi les plus renommées[réf. souhaitée], on trouve les écrivains Louis Guilloux, Auguste de Villiers de l'Isle-Adam et Christian Prigent, la chanteuse Yelle, les auteurs-compositeurs-interprètes Léon Guillou ainsi que François Budet, le violoniste Ronan Pinc, le navigateur Yann Eliès, les footballeurs Julien Féret, Kévin Théophile-Catherine, Patrice Carteron, le philosophe Célestin Bouglé, l'ancien directeur général de TF1 Patrick Le Lay, ainsi que l’acteur Patrick Dewaere.

### Saint-Brieuc au cinéma
- 1946 : La Bataille du rail de René Clément (à la gare SNCF).
- 1974 : L'Horloger de Saint-Paul de Bertrand Tavernier (scène sur l'ancien aérodrome des Plaines-Villes).
- 1985 : Le Voyage à Paimpol de John Berry.
- 2008 : Non ma fille, tu n'iras pas danser de Christophe Honoré (à la gare SNCF).
- 2009 : La Belle Journée de Ginette Lavigne et son équipe (dans Saint-Brieuc et ses environs).
- 2015 : Crache cœur de Julia Kowalski.
- 2016 : L'Accident série d'Olivier Prieur avec l'acteur Bruno Solo.

### Héraldique

Déclaration des armoiries de la ville de Saint-Brieuc, Collection Musée d'Art et d'Histoire de Saint-Brieuc inv. 616

Le blason de la commune est arrêté par une ordonnance rendue le 5 février 1700 pour une déclaration faite en 1696.
| Blason de Saint-Brieuc | Blason  | D'azur au griffon d'or, armé, becqué et lampassé de gueules. |
| Blason de Saint-Brieuc | Détails | Le statut officiel du blason reste à déterminer.             |

## Vivre à Saint-Brieuc

### Manifestations culturelles et festivités
- Janvier à novembre - Un auteur, un livre : rencontres avec des auteurs publiés à la bibliothèque municipale de Saint-Brieuc et projection des films réalisés à partir de leurs ouvrages.
- Janvier à mars - Kan ar Bobl : concours de chant, musique et conte en français breton et gallo.
- Janvier (2e quinzaine) - en alternance : Clin d’œil - biennale de la photographie organisée par la municipalité et Objectif Image Saint-Brieuc (années paires) et Peintres et sculpteurs de Bretagne biennale organisée par l'association Saint-Brieuc ArTmor à la Salle de Robien.
- Janvier - la Semaine du Cinéma Italien : projection de films italiens en avant-première et de classiques du cinéma italien au cinéma le Club 6, par l'association Sentieritalia[175],[176].
- Janvier - Nuit des conservatoires.
- Février à novembre - Priz'unique : concerts à prix réduits à la Passerelle.
- Septembre à juin - Un jeudi, un écrivain à la maison Louis Guilloux : rencontres littéraires mensuelles, organisées par la Ligue de l'Enseignement des Côtes d'Armor.
- Mars - Mois des langues : animations et initiations au breton et au gallo.
- Mars/avril - Festival ZTZ (Zéro à la Tolérance Zéro) - Festival de cultures urbaines axé sur l'acceptation du handicap sous toutes ses formes et l'échange de pratiques culturelles et sportives dans le hip-hop, organisé par l'association UNVSTI[177].
- Mars ou avril - Concours national des bagadoù : les 3e catégorie s'affrontent à Hermione.
- Avril - Festival Panoramic : semaine d'éducation à l'image et au cinéma.
- Avril - Festival Complèt'Mandingue : festival de musiques africaines.
- Avril à octobre - Buzz de Nuit : concerts gratuits à destination des lycéens et des étudiants au Parc des Promenades, organisés par la municipalité.
- Mai - Festival Art Rock : festival pluridisciplinaire dressant des passerelles entre les arts : musiques, théâtre, danse, arts de la rue, vidéo, arts plastiques et art numérique y sont largement représentés. Le collectif Rock'N Toques composé de chefs, pâtissiers et cavistes de la Baie proposent une gastronomie festive à tarif street food au cœur du festival chaque année.
- Mai - Redadeg : course à pied en relais en faveur de la langue bretonne.
- Juin - Festival Chok Urbain : basket-ball à 3 et hip-hop.
- Juin - Fête de la Bretagne : festival mettant en avant les cultures de Bretagne.
- Juin/juillet : Ouvrez la parenthèse : festival de rencontres littéraires organisé par Lire à Saint-Brieuc.
- Juillet - Nuit Européenne des Musées.
- Juillet - Festival Bulles à croquer.
- Juillet et août - Saint-Brieuc est une fête : concerts et spectacles de rue gratuits organisés par la municipalité.

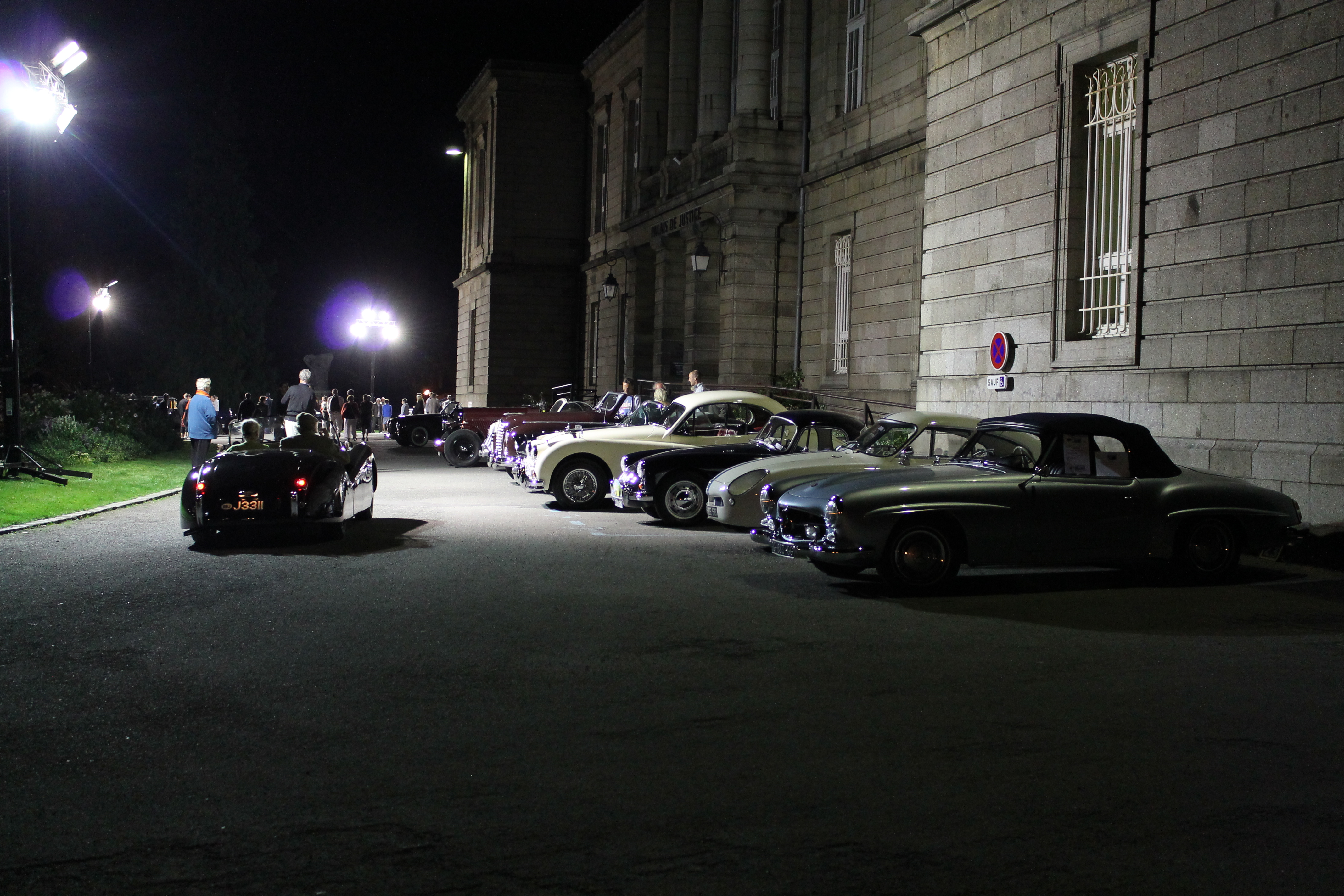
Coupe Florio en 2013.

- Août - Coupe Florio (tous les 2 ans).
- Septembre - Foire exposition des Côtes-d'Armor.
- Septembre - Foire Saint-Michel : braderie en centre-ville organisé par Boutik'n'co
- Septembre - Saint-Michel solidaire : organisé par la municipalité.
- Septembre - Randonnée VTT et Marche La Briochine.
- Septembre - Robien Libré : festival pluridisciplinaire et populaire du quartier Robien.
- Septembre - Journées Européennes du Patrimoine.
- Octobre - Foulées Briochines : course à pied.
- Octobre - Fest Noz : organisé par l'école Diwan Sant-Brieg à la salle de Robien.
- Octobre - Carnavalorock : festival musical.
- Octobre, novembre - Festival Cité Rap.
- Octobre, novembre - Biennale armoricaine d'art contemporain Le Regard des Autres.
- Novembre - American Lunapark : fête foraine.
- Novembre - Festival des solidarités.
- Novembre - De Beaux Lendemains : festival jeune public organisé par la municipalité.
- Décembre - Marché de Noël.

### Pratique sportive
La pratique du sport dans l'agglomération briochine est diversifiée. En effet, le cadre particulier de la ville (vallées, rivières, proximité de La Manche) permet de pratiquer un large panel de sports de plein air tels que la randonnée, le VTT, l'équitation, le canoë-kayak…
Le Stade briochin est l'un des clubs phares de la ville, évoluant en Championnat National de football (3e division française). Au haut niveau national on trouve également l'équipe du Cesson Volleyball évoluant en Championnat de France d'Élite masculine de volley-ball dans la salle de Steredenn ainsi que le club de Rink-Hockey du Roller Armor Club Saint-Brieuc évoluant dans la salle du Sépulcre, à Plérin.
La ville de Saint-Brieuc possède aussi une équipe de basket-ball évoluant en Pré-Nationale, l'Elan Saint-Brieuc Basket (ex Saint-Brieuc Basket Côtes d'Armor qui a déposé le bilan en 2014).
La ville possède de nombreux clubs amateurs. En basketball, la section basket de l'Amicale laïque existe depuis 1939 en basket féminin et masculin. Ses matches ont lieu au stade Hélène Boucher (situé dans le quartier des Villages).
Parmi les sports rares, il existe une équipe de kin-ball depuis 2010 : le Ska-B, et une équipe de football américain depuis 2002 : les Licornes. Le club des Licornes s'est enrichi d'une section de cheerleading.
Dans le domaine des sports individuels, la cité se distingue dans le BMX avec Laëtitia Le Corguillé, vainqueur du classement général de la Coupe du Monde 2007 de la spécialité.
La ville est dotée d'une salle omnisports, Steredenn dont la capacité de la salle des sports principale est de 3 058 places. Le Stade Fred-Aubert accueille les matchs du Stade briochin. On trouve par ailleurs une patinoire, un centre aquatique Aquabaie, avec un bassin sportif, des espaces ludiques (spas, hammam, sauna), un espace fitness et un terrain de squash, deux complexes de bowling, une piste de moto-cross), un centre de tir, plusieurs dojos de karaté dont le taisho dojo (tenu en 2009 par Marcel Le Rolland - ceinture noire, 6e dan - l'un des seuls karatékas occidentaux formés au Japon[réf. nécessaire]) de tradition japonaise et un spot de saut à l'élastique : Team Limit fondé par Jacques Savé et composée de Yohann Le Roux, Gérald Le Breton et Stéphane le Bigot.
Le critérium de Saint-Brieuc, une ancienne course cycliste réservée aux coureurs professionnels, est disputée de 1935 à 1975.

### Médias

#### Presse
La presse est représentée par Ouest-France mais également par Le Télégramme, quotidien diffusé dans le Finistère, le Morbihan, les Côtes-d'Armor et l'Ille-et-Vilaine à travers sa page consacrée à Saint-Malo. Il y a aussi l'hebdomadaire local paraissant le jeudi Le Penthièvre. Le Cri de l'ormeau est un mensuel gratuit consacré à la culture de l'agglomération briochine et des Côtes-d'Armor. En matière de presse économique, on note la présence du mensuel Le Journal des entreprises, dont une édition concerne les Côtes-d'Armor.

#### Télévision
Par ailleurs, la ville abrite une antenne locale de France 3 Bretagne. Elle est recevable sur Saint-Brieuc grâce aux émetteurs TNT de Plérin (Viaduc du Gouët, La Combe et Stade Marcel-Gouédard).

#### Radios
En plus des stations de radios de service public (France Musique (90.9 FM), France Culture (97.5 FM), France Inter (99.6 FM), France Bleu Armorique (104.5 FM) et France Info (105.5 FM)), la ville possède des émetteurs des radios privées suivantes :
- Radio Classique (87.9 FM) ;
- Fun Radio (92.0 FM) ;
- Nostalgie (93.9 FM) ;
- RTL (95.8 FM) ;
- Virgin Radio Côtes-d'Armor (96.2 FM) ;
- RMC (100.1 FM) ;
- NRJ (102.3 FM) ;
- Europe 1 (103.8 FM) ;
- RTL2 (106.3 FM) ;
- TSF Jazz (106.9 FM) ;
- Skyrock (107.3 FM) ;
- Hit West (107.8 FM).

Virgin Radio et Hit West émettent sur Saint-Brieuc avec des décrochages locaux réalisés depuis des bureaux situées la zone commerciale de Langueux.
Enfin, des stations locales sont proposées sur l'agglomération :
- COB'FM (92.7 FM), la radio associative du Club olympique briochin ;
- Radio Bonheur (99.1 FM) : radio musicale commerciale basée à Pléneuf-Val-André. Elle diffuse de la chanson française et retransmet notamment les matchs de l'En avant de Guingamp. En 2016, elle devient la 3e radio la plus écoutée des Côtes-d'Armor avec 77 300 auditeurs quotidiens ;
- RCF Côtes-d'Armor (anciennement RCF Clarté) (100.6 FM) : radio locale chrétienne des Côtes-d'Armor. Elle est adhérente au réseau RCF ;
- Radio Activ' (101.9 FM) : radio associative émettant avant 2007 temporairement. Elle est membre de la Ferarock.

### Personnalités nées à Saint-Brieuc
- Célestin Bouglé (1870-1940), philosophe et sociologue.
- Julie Budet (1983-), chanteuse du groupe Yelle.
- Patrice Carteron (1970-), footballeur puis entraîneur.
- Patrick Dewaere (1947-1982), acteur et auteur-compositeur-interprète.
- Yann Eliès (1974-), navigateur.
- Julien Féret (1982-), footballeur.
- Zénaïde Fleuriot (1829-1890), écrivaine de romans jeunesse.
- Louis Guilloux (1899-1980), écrivain.
- Marc-Antoine Le Bret (1985-), humoriste et imitateur.
- Mathurin Le Gal La Salle (1814-1904), homme politique né à Saint-Brieuc, député des Côtes-du-Nord de 1872 à 1876.
- Patrick Le Lay (1942-2020), directeur de TF1 de 1988 à 2008.
- Georges Pavec (1875-1963), artiste peintre français.
- Ronan Pinc (1965-), violoniste.
- Christian Prigent (1945-), écrivain, poète et critique littéraire.
- Kévin Théophile-Catherine (1989-), footballeur.
- Auguste de Villiers de l'Isle-Adam (1838-1889), écrivain.

### Personnalités liés à Saint-Brieuc
- Jules Lequier (1814-1862), philosophe.
- Jean-René Quignard (1887-1978), organiste et compositeur, directeur de l'École nationale de musique de Saint-Brieuc, mort à Saint-Brieuc.